# Botes salvavidas del RMS Titanic

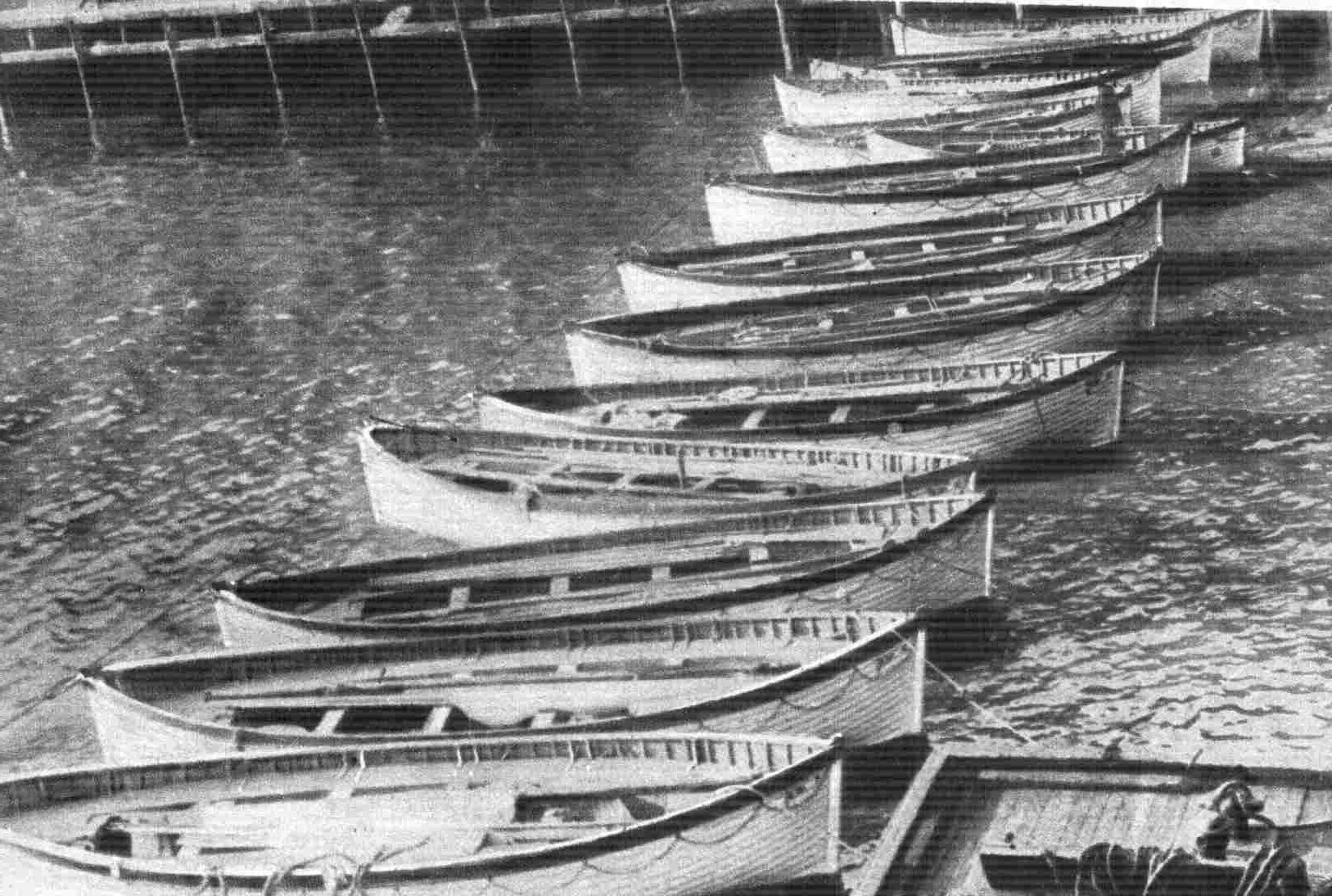
Los 13 botes recuperados por el en el puerto de Nueva York.

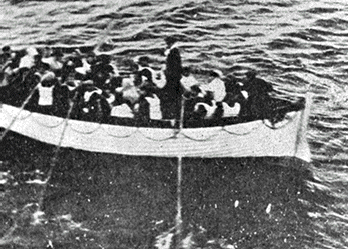
Bote salvavidas cargado con supervivientes del naufragio aún sin identificar.

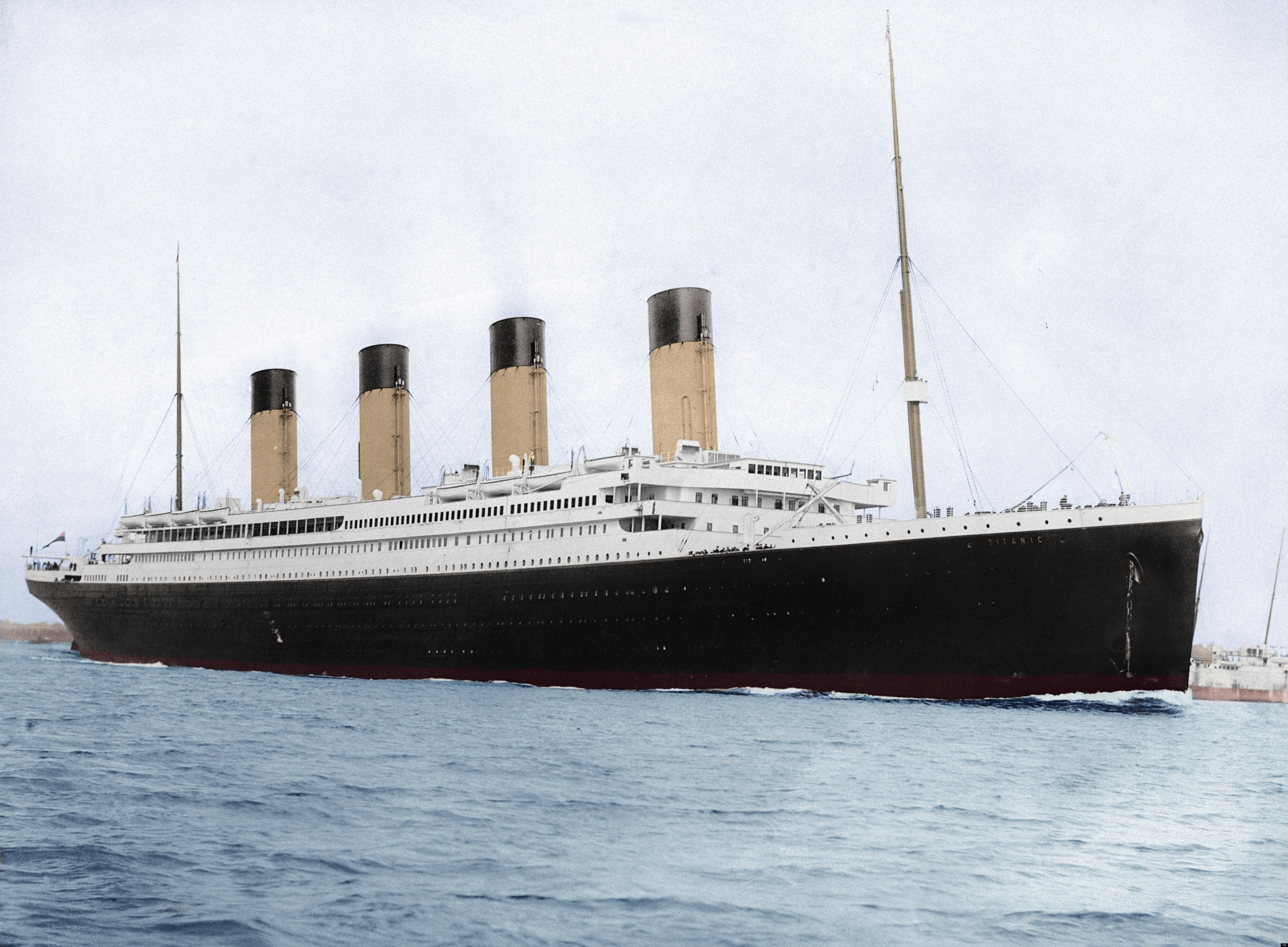
Imagen coloreada del visto desde el lado de estribor. En dicha imagen, se pueden observar 8 botes: 4 cerca del puente y el resto cerca de la cuarta chimenea.

Los botes salvavidas del RMS Titanic desempeñaron un papel crucial durante su naufragio en la noche del 14 al 15 de abril de 1912. Uno de los legados del transatlántico fue que había insuficientes botes salvavidas para evacuar a todos aquellos que se encontraban a bordo. Entre las veinte embarcaciones había espacio para 1178 personas, sin embargo, en aquel momento viajaban a bordo unas 2224. La capacidad del Titanic era de 3327 personas entre pasajeros y tripulación.
Entre las 23:45 p. m. del 14 y las 02:15 a. m. del 15 de abril se llevó a cabo la partida de 18 botes. El bote plegable A se inundó parcialmente mientras que el B flotó boca abajo a la deriva tras volcar pocos minutos antes de que el Titanic se partiera en dos.
La mayor parte de los botes iban a la mitad de su capacidad. Hubo varias versiones que explicaban la razón de por qué algunos portaban un porcentaje inferior al 50%. Algunas fuentes apuntaron a que se temía que se produjeran roturas a causa del peso. Otros tantos apuntaban a que la tripulación seguía la norma marítima de "las mujeres y los niños primero". También, las puertas y las escotillas estuvieron bloqueadas para prevenir que los pasajeros de las cubiertas inferiores abordaran los botes. A pocos hombres se les permitió subir en el lado de babor, mientras que en estribor se les permitió el acceso una vez que las mujeres y los niños estuvieron a bordo. En algunos botes, los últimos iban sobrecargados de pasajeros, y en consecuencia, estos se dieron cuenta de que la superficie del océano estuvo a punto de sobrepasar la borda de los botes.
Una vez a cierta distancia del transatlántico, los botes medio vacíos se encontraban fuera del alcance de los otros pasajeros que se quedaron atrás. La mayor parte no volvió a la zona del siniestro a causa de las protestas de los miembros de la tripulación y/o de los pasajeros evacuados, los cuales temían verse desbordados ante la posibilidad de rescatar a los supervivientes del naufragio. Tan solo dos de los botes regresaron a recoger a algunos de los supervivientes, de los cuales algunos fallecieron posteriormente.
El RMS Carpathia llegó a la zona a las 04:00 a. m., 1 hora y 40 minutos después del final del hundimiento. La cifra de supervivientes masculinos fue más alta entre la tripulación, seguida de los de primera y tercera clase. El 92% de los fallecidos pertenecían a la segunda clase. En cuanto a mujeres y niños, los más afectados fueron los de tercera clase con un 66% de los niños fallecidos.
Aunque con el naufragio del Titanic se demostró la insuficiencia de botes salvavidas a bordo del buque, el Titanic cumplía con la normativa de seguridad marítima de la época; no obstante, el desastre demostró que las regulaciones eran ya obsoletas para los nuevos y grandes transatlánticos. Las investigaciones también determinaron que la White Star Line no quería instalar más botes por razones estéticas.
También se pensó que en caso de emergencia, el diseño del transatlántico era apto para mantenerlo a flote el tiempo suficiente para transferir a los pasajeros y a la tripulación a las embarcaciones de rescate. Sin embargo, en ningún momento se planteó la posibilidad de que se podría haber evacuado el Titanic rápidamente.
En cuanto a la preparación de los tripulantes para afrontar tales emergencias, se puso en tela de juicio su pobre formación respecto a los pescantes. Como resultado, la bajada de los botes fue muy lenta y mal ejecutada a la par de su nula supervisión. Estos factores contribuyeron a que los botes partieran a la mitad de su capacidad.
A las 02:20 a. m. del 15 de abril, en el momento de producirse el hundimiento, había 1496 personas a bordo del barco. 712 personas (en su mayoría mujeres y niños) permanecieron en los botes hasta que fueron rescatados por el Carpathia, cuya operación de rescate duró desde las 4:10 a. m. hasta las 08:30 a. m. También fueron recuperados 13 botes salvavidas, los cuales fueron devueltos a la White Star una vez depositados en el puerto de Nueva York.
A pesar de haber sido los únicos elementos de valor recuperados del transatlántico en aquel momento, los botes quedaron en el olvido de la historia del Titanic.

## Número y modelos de botes

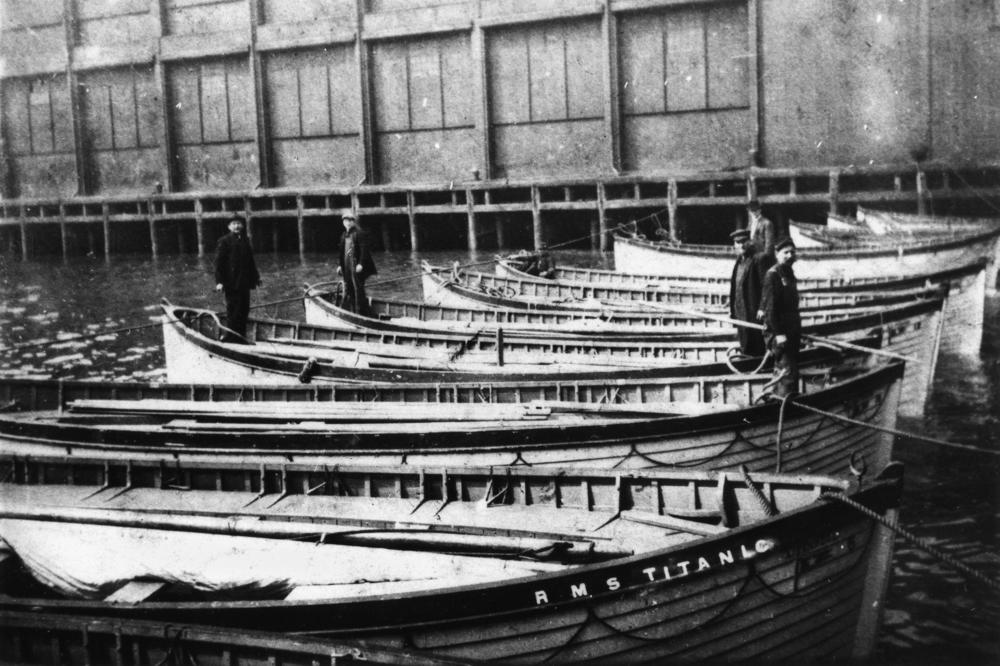
Imagen de once de los botes recuperados en el puerto de Nueva York tras el desastre.

El Titanic contaba con 20 botes salvavidas de tres modelos diferentes:
- 14 embarcaciones de madera con el casco trincado. Medían 9,1 m de largo x 2,77 m de ancho x 1,2 m de profundidad. Cada uno tenía una capacidad de 18,55 m³ y fueron diseñados para transportar a sesenta y cinco personas. Los timones, fabricados con madera de olmo, tenían un espesor de 1,75" (4,4 cm). La razón por la que se escogió este material fue porque la madera era más resistente. El exterior tenía agarraderas para aquellos que en caso de caer al agua, pudieran agarrarse.[2][3] Los botes fueron equipados con diez remos, un ancla, dos cubos, amarras de 46 m de largo, enganches para dos botes, dos recipientes de 45 litros de agua fresca, un mástil y una vela, una brújula, linterna y un mamparo en el que almacenar víveres.[4] Sin embargo, dichos suministros no se almacenaron en los botes por temor a que fueran robados, sino que fueron almacenados en la cubierta. En la mayoría de casos, no se transfirió ningún equipamiento a los botes antes de que fueran botados en la madrugada del 15 de abril, aunque sí había sábanas y chalecos salvavidas.[3] Aparentemente, los oficiales y la tripulación desconocían que las embarcaciones estaban reforzadas con baos de acero en sus quillas para impedir un hipotético vuelco.

- 2 chinchorros de madera para casos de emergencia. Similares a los anteriores botes, sus dimensiones eran más pequeñas: 7,67 m de largo x 2,1 m de ancho x 0,91 m de profundidad. Su capacidad era de 9,1 m³ y podían transportar un total de cuarenta personas.[5] Fueron equipados con un enganche para un bote, un recipiente de agua, un cubo y seis remos.[6]

- 4 botes plegables Engelhardt. Los materiales escogidos para la fabricación fueron la ceiba y el corcho (materiales flotantes e insumergibles). En los laterales se encontraban varias lonas con las que se podían preparar los botes. Tenían unas dimensiones de 8,36 m de largo x 2,4 m de ancho y 0,91 m de profundidad. Tenían una capacidad de 10,66 m³ y podían transportar a cuarenta y siete personas.[5] Los Engelhardt fueron fabricados por McAlister & Son de Dumbarton, Escocia siguiendo un modelo danés.[7][8] Su equipamiento era similar al de los chinchorros, aunque sin mástil. Aparte tenían ocho remos cuya función sustituía al timón.[6]

Los botes principales y los chinchorros fueron fabricados por Harland and Wolff en Queen's Island, Belfast, Irlanda, al mismo tiempo que se construían los navíos RMS Titanic y RMS Olympic. Se diseñaron para una máxima navegabilidad con un diseño de doble acabado con dos proas. Estos detalles reducían el riesgo de que los botes se desbordasen a causa del oleaje. Otra medida de seguridad fue la instalación de tanques de agua herméticos para asegurar mayor flotabilidad.

## Uso y localizaciones

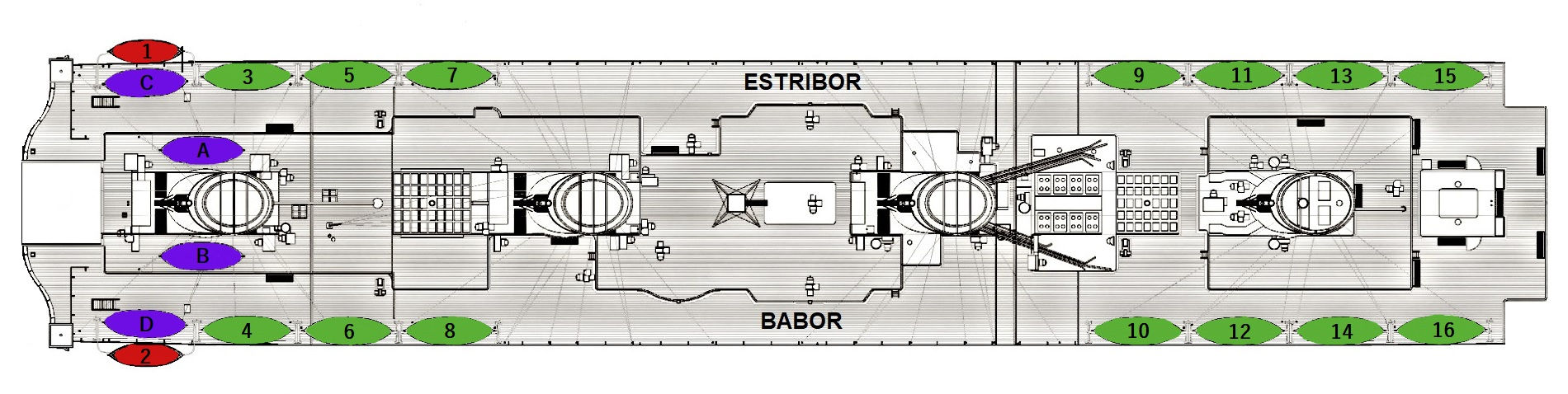
Plano de la cubierta de botes, con la localización de los mismos. En verde, los trincados; en rojo, los chinchorros; y en azul, los plegables. Números pares en babor e impares en estribor.

A excepción de dos botes, las demás embarcaciones estaban situadas en la cubierta de botes (en el último piso del transatlántico) en proa y popa. En la parte delantera había dos grupos de tres y dos grupos de cuatro en la trasera. Los dos chinchorros se encontraban puestos en el puente de la popa (uno en babor y el otro en estribor). Mientras el navío seguía su ruta, dichas embarcaciones estaban dispuestas en la borda por fuera para que en caso de emergencia, fuesen bajadas rápidamente, por ejemplo: en caso de que un pasajero cayese por la borda. Los botes estaban numerados de manera impar y par dependiendo de si se encontraban en estribor o en babor. En cuanto a los plegables, estuvieron ordenados por letras (A, C en estribor y B, D en babor).
Los plegables estuvieron almacenados en dos lugares: Dos de ellos en la cubierta por debajo de los chinchorros, mientras que los otros dos estaban situados encima de los camarotes de oficiales. En la partida de los dos primeros no hubo dificultades, sin embargo, hubo problemas con aquellos sobre los camarotes, puesto que se encontraban a 2,4 metros de la cubierta y para la bajada se requería una pieza almacenada en la sala del contramaestre que en aquellos momentos era prácticamente inaccesible al estar inundada. Finalmente consiguieron fletar los botes a medida que la cubierta se fue inclinando.
Los pescantes tenían la función de bajar las embarcaciones al mar una vez preparados. Los dispositivos fueron proporcionados por Welin Davit & Engineering Company de Londres. Disponían de un doble sistema de brazos que permitía arriar las embarcaciones al igual que recoger otros botes del mar. Tenían la capacidad de albergar sesenta y cuatro botes, aunque solo encajaron dieciséis. En un principio, los plegables también iban a ser bajados por los pescantes. Para facilitar la bajada de los botes, iban equipados con norays y roldanas. Los botes debían bajarse a mano entre ocho y/o diez personas a pesar de que el navío disponía de cabrestantes eléctricos.

## Falta de botes y de entrenamiento de la tripulación para emergencias

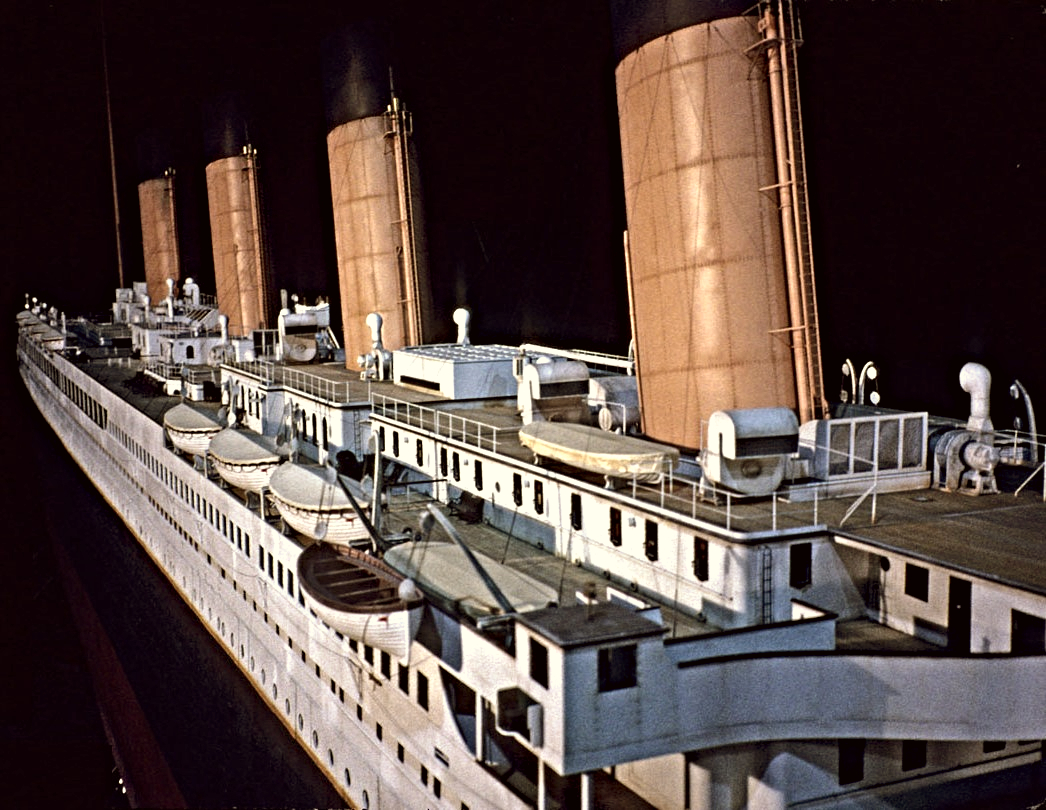
Modelo digital del Titanic. En primer plano, se aprecia la distribución de los botes delanteros del lado de estribor, los botes n.º 7, 5, 3 y 1. Detrás de la barandilla del número 1, el plegable C. Al lado de la base de la chimenea n.º 1, el plegable A. Al fondo, se visualizan los botes n.º 15, 13, 11 y 9.

Tan solo había suficientes botes para evacuar cerca de un tercio de los pasajeros y tripulación. En la madrugada del hundimiento solo pudieron evacuar aproximadamente un 53% de los allí presentes. La carencia de botes salvavidas no se debió a la falta de espacio ni al coste, puesto que el Titanic fue diseñado para la instalación de 64 botes; aparte de que el coste por adquirir 32 más era de 16 000 dólares en comparación con los 7,5 millones invertidos en el transatlántico. La razón para el bajo número de embarcaciones se debió a una combinación de regulaciones de seguridad obsoletas y por la complacencia de la White Star.
En 1866, un comité de la Comisión Británica de Comercio aprobó las normativas de seguridad para las embarcaciones mercantes. En 1894 fueron modificadas y actualizadas, sin embargo en 1912 cometieron un importante fallo: la idea era regular el tráfico marítimo de aquellos navíos de más de 10 000 toneladas, límite que en aquel entonces sólo sobrepasaba los constructores. El Titanic pesaba 46 328 toneladas. Hubo otros navíos en una situación similar: 33 de los 39 transatlánticos británicos de más de 10 mil toneladas carecían de suficientes botes para todos. Con los botes que había en el RMS Carmania solo se podía evacuar a un 29% de sus ocupantes. Barcos extranjeros como el alemán SS Amerika y el estadounidense SS St Louis tenían espacio para trasladar un 54% o 55%. De entre varias navieras de Estados Unidos, Canadá y Europa de la época con transatlánticos cuyos tonelajes eran superiores a las 10 000 toneladas el mejor preparado era el buque francés SS La Province con capacidad para evacuar al 82% de su pasaje. Walter Lord declaró en su libro de 1987 The Night Lives On que: "la falta de botes pudo ver con motivos económicos, mucho más de lo que uno puede pensar. En caso de que tanto el Olympic como el Titanic hubiesen aprovisionado suficientes botes salvavidas, estos podrían haber llamado la atención de la prensa y dar la sensación de que las líneas de transatlánticos más pequeñas eran más inseguras, lo cual hubiese supuesto mayores gastos".
Las normativas requerían que los navíos de 10 000 toneladas o más debían portar 16 botes salvavidas con capacidad de 272,5 m³, suficiente para 960 personas. El Titanic, por su parte, portaba 4 botes más de los necesarios. La capacidad total de los botes era de 320,77 m³, en teoría, suficiente para alojar a 1178 personas. También se requería que la medida de los botes fuera de entre 4,9 m y 9,1 m y que la capacidad mínima fuese de 3,5 m³. La capacidad cúbica dividida por diez indicó que el número aproximado de personas que se podían evacuar en cada bote aparte del tamaño de la cámara de flotabilidad de los cascos correspondía a 0,028 m³ de la capacidad del tanque.
Sin embargo, la capacidad dada era nominal, puesto que para llegar a la cifra indicada de pasajeros, algunos deberían ir de pie. Esto resultó ser un hecho en algunos de los últimos botes que quedaron por fletar, tal como apuntó Charles Lightoller, segundo oficial del Titanic, quien declaró que "en condiciones meteorológicas favorables con mar en calma, se hubiese podido embarcar a 40 pasajeros en condiciones normales."
Tanto el Titanic como sus buques hermanos fueron diseñados para portar más botes salvavidas de los necesarios (una cantidad superior a 64). Durante la primera fase de la construcción, Alexander Carlisle, jefe de delineantes y director general de Harland & Wolff, sugirió dicho número de botes, que posteriormente fue reducido a 32 y después a 16 en marzo de 1910. Por su parte, desde la White Star decidieron dejar un espacio sin botes en la cubierta de primera clase para que estos pasajeros pudiesen disfrutar de las vistas marítimas sin dificultades. Archibald Campbell Holms describió las razones en Practical Shipbuilding en 1918:

El hecho de que hubiera botes en el Titanic para un poco más de la mitad del pasaje, no se debió a ningún descuido deliberado, sino siguiendo una política que señalaba que cuando una parte del navío excede los compartimentos estancos, se considera que para garantizar la flotabilidad del buque, los botes salvavidas dejan de tener importancia, y en consecuencia se prescindió de estos.

Cabe señalar que Holms hizo tales declaraciones seis años después del hundimiento. Esto se debió a la indicación general de que "cada barco debe ser su propio bote salvavidas". Tanto marineros como constructores tuvieron una opinión desfavorable hacia la efectividad de los botes y consideraron que era más importante construir un barco "insumergible". El almirante Lord Charles Beresford, quien fuera oficial de alto rango de la Royal Navy y miembro del Parlamento declaró ante la Cámara de los Comunes un mes después del desastre:

Recuerden que tan solo se puede bajar un bote una vez cada doce días en todo el año. En el proceso de bajada de los botes, una vez estos comienzan a balancearse, pueden destrozar los laterales del navío. Los botes no eran necesarios. Se podría suponer que de haberse mantenido a flote doce horas, todos se hubiesen podido salvar.

La White Star nunca contempló la posibilidad de una posible evacuación de todos los tripulantes y pasajeros, puesto que consideraban al Titanic como "insumergible". De hecho, los botes estaban pensados para el transporte de suministros y de asistencia. Mientras el navío estaba en construcción, se produjo un incidente con otro barco de la White Star, el RMS Republic, el cual colisionó en 1909 con el SS Florida de la naviera Lloyd Italiano, y en consecuencia, el primero se hundió. No obstante, todos los pasajeros fueron evacuados a pesar de no haber suficientes botes, puesto que el Republic se mantuvo a flote varias horas hasta que finalmente fueron trasladados a otros barcos. Tales sucesos condujeron a condenar la actuación de Stanley Lord, capitán del SS Californian por parte de las autoridades británicas y estadounidenses, puesto que de haber respondido a las señales de socorro del Titanic siendo el único barco cercano a su posición, se podrían haber salvado más vidas. En este caso, se hubiese podido utilizar los botes como estaba previsto. Sin embargo, cabe destacar que el proceso de evacuación hubiese sido muy largo, incluso en condiciones favorables. A la mañana siguiente, tras cuatro horas, el RMS Carpathia terminó de recoger y contar los botes. Durante el hundimiento del anteriormente mencionado Republic, el rescate de los pasajeros llevó un día y medio, y durante el hundimiento del Andrea Doria, ocurrido en 1956, se tardó ocho horas; respecto al Titanic, se hundió definitivamente a las dos horas y cuarenta minutos tras la colisión con el iceberg.
También fue puesta en tela de juicio la formación de los tripulantes respecto al uso de los botes. Tan solo se hizo un cursillo de simulacro de emergencia en los muelles que consistían en bajar dos embarcaciones. Dicha actividad fue llevada a cabo por un oficial y otros cuatro hombres durante un breve periodo de tiempo antes de volver al navío. En cuanto los botes, estos debían haberse almacenado con víveres y otros suministros de emergencia, sin embargo los pasajeros se percataron de la escasez de provisiones. En la mañana anterior al hundimiento hubo programado otro simulacro que se canceló por órdenes del capitán Smith, quien quiso hacer un último servicio dominical antes de su jubilación.
A lo largo de varios puntos donde trabajaba la tripulación, se colocaron planos de localización hacia los botes más cercanos dependiendo de la zona, sin embargo, pocos se fijaron o desconocían dónde se suponía que debían ir. La mayor parte de la tripulación no era marinera, y algunos de ellos no tenían experiencia como navegantes de tales embarcaciones. Repentinamente, todos tuvieron que hacer frente a la compleja tarea que suponía coordinar el arriado de veinte botes habilitados para un total de 1200 personas a 21 metros de caída al mar. Thomas E. Bonsall, historiador del incidente, comentó que la evacuación fue "tan chapucera, que incluso habiendo el número de botes necesarios, hubiese sido imposible verlos como bajaban las embarcaciones".

## Partida de los botes
No fue hasta las 00:45h, 1 hora y 5 minutos después del impacto contra el iceberg, cuando se procedió a bajar el primer bote. Los botes se bajaron siguiendo un orden: desde la mitad delantera hasta la popa. El primer oficial William Murdoch, el tercer oficial Herbert Pitman, el sexto oficial James Paul Moody y el quinto oficial Harold Lowe trabajaron en estribor y el jefe de oficiales Henry Wilde junto con el segundo oficial Charles Lightoller y el cuarto oficial Joseph Boxhall en babor. Los plegables se bajaron los últimos una vez los pescantes permitieron las maniobras.
Smith dio la orden a sus oficiales de que embarcasen a "las mujeres y niños y arriarlos a continuación". Sin embargo, Murdoch y Lightoller lo interpretaron de manera diferente: para Murdoch, debían ir las mujeres y los niños primero mientras que Lightoller pensaba que los botes deberían ser exclusivamente para ellos, razón por la cual algunos de sus botes fueron semivacíos al tiempo que Murdoch permitía el pase a un número limitado de hombres una vez subidos mujeres y niños. Esto tuvo un efecto significativo en las cifras de supervivientes masculinos del naufragio cuyas oportunidades de sobrevivir dependían de en qué lado del barco se encontraban para subir a los botes.
Hubo dos cifras estimadas de ocupantes. Dependiendo a quién se le preguntase, las autoridades británicas afirmaron que había 854 supervivientes frente a 795 de acuerdo con Archibald Gracie IV, uno de los supervivientes, quien obtuvo información del resto. Sin embargo, las cifras reportadas difieren del total confirmado (712 supervivientes) a causa de la confusión y los errores de información. Algunos ocupantes fueron transferidos a otros botes antes de ser recogidos por el Carpathia. Otras investigaciones más recientes han ayudado a que el número estimado de ocupantes se acercase al de los rescatados por el Carpathia.

### Bote 7
A las 00:40h se procedió a bajar el bote 7 con la supervisión del primer oficial Murdoch, quien contó con el apoyo del quinto oficial Lowe. Tenía capacidad para sesenta y cinco personas, sin embargo sólo embarcaron veintiocho. Los dos oficiales trataron de persuadir a los pasajeros para que subieran, sin embargo estos se mostraron reacios a abandonar el navío. Posteriormente, en el Senado de los Estados Unidos un testigo declaró que: los oficiales "pensaron que había riesgo de que el bote volcara o se rompiera si bajaba al máximo de su capacidad" y que "una vez sobre la superficie, podrían recoger a los pasajeros a través de las puertas de los laterales del buque o bien en el agua". La primera opción no fue posible y la segunda se hizo en última instancia. De hecho, los botes llevaban láminas de acero reforzado en las quillas para prevenir cualquier incidente mientras descendían por sus respectivos pescantes. Más adelante, Edward Wilding de Harland & Wolff testificó que los botes pasaron los tests de seguridad una vez realizadas las pruebas con las embarcaciones llenas a su capacidad máxima. Por otro lado, los tripulantes suspendieron en las pruebas.
Entre los ocupantes del bote 7 estuvieron:
- Dorothy Gibson: Actriz estadounidense de cine mudo. En 1912 participó en Saved from the Titanic siendo esta la primera producción cinematográfica producida sobre el desastre. Junto a ella iba su madre: Mrs. Leonard Gibson.
- Pierre Maréchal: Aviador francés y padre del piloto de carreras Jean-Pierre Maréchal.
- Paul R. M. L. Chevré, escultor belga. En 1900, ganó la medalla de bronce de escultura en la Exposición Internacional de París.
- Frederic Kimber Seward: Abogado estadounidense de una prominente firma neoyorquina.
- James McGough: Comprador autorizado estadounidense para la marca comercial Gimbel.
- William T. Sloper: Banquero estadounidense originario de Connecticut. Fue falsamente acusado de vestirse como una mujer para acceder al bote.
- George Hogg y Archie Jewell: Vigías del Titanic.[32]
- Margaret Hays: Originaria de Nueva York. Subió junto con su perra de raza pomerania. Junto a ella fueron Mrs. Lily Potter y Mrs. Olive Earnshaw.
- Alfred Nourney: Originario de Holanda. Embarcó bajo el pseudónimo Barón Alfred von Drachstedt.
- Dickinson Bishop: Hombre de negocios estadounidense. Al igual que Slopper, fue acusado después de disfrazarse de mujer. Embarcó junto a su esposa (Helen) embarazada.

El bote fue arriado sin su tapón. En consecuencia, empezó a entrar agua por debajo. Tal como apuntó Gibson, "los ocupantes consiguieron solucionar el contratiempo tapando el agujero con ropa masculina y femenina". Aquellos que estaban a bordo, tuvieron que estar sentados durante horas con los pies mojados por el agua helada. A las 02:20h se hundió el Titanic. A esa hora se escucharon gritos de socorro desde el propio bote, sonido del que Gibson dijo que: "se acordaría hasta el día de su muerte". Hogg quiso regresar a la zona y recoger a alguno de los [todavía] supervivientes, sin embargo los ocupantes le exigieron que desistiera. La embarcación fue a la deriva durante un tiempo hasta que se encontraron con el bote 5. Posteriormente, el oficial a cargo de este último bote decidió transferir a unos cuantos evacuados al otro, puesto que, según sus palabras, iban "sobrecargados". Ambas embarcaciones fueron atadas durante el resto de la noche hasta que finalmente fueron separadas para iniciar el rescate del Carpathia.

### Bote 5

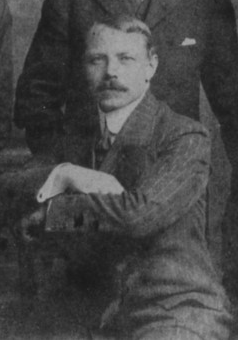
El tercer oficial Herbert Pitman.

Murdoch y Lowe se unieron al tercer oficial Pitman y J. Bruce Ismay, presidente de White Star Line, para ayudarles a arriar el bote 5 de la banda de estribor, el cual partió a las 00:43h. Los evacuados fueron principalmente mujeres y niños, debido a que en cubierta, los demás no eran conscientes de la gravedad de su situación y no intentaron, siquiera, subir a los botes. Una de las víctimas del hundimiento, John Jacob Astor IV, declaró: "estamos más seguros a bordo del barco, que en una embarcación pequeña", sin embargo, J. Bruce Ismay discrepó de él y urgió a Pitman a seguir con la evacuación. Este le respondió que esperaba órdenes del capitán. Ya con el visto bueno de su superior, regresó a la zona e instó a una camarera a subir a bordo al tiempo que él hizo lo mismo. En total, partieron treinta y nueve pasajeros.
Entre los ocupantes del bote 5 estuvieron:
- Karl Behr: Tenista y banquero estadounidense. Embarcó junto con su futura mujer: Helen Newsom, la madre y el padrastro de esta; Sallie y Richard L. Beckwith.
- Ruth Dodge: Esposa de un prominente banquero de San Francisco. Fue evacuada junto con su hijo de cuatro años: Washington, Jr.
- Dr. Henry W. Frauenthal: Médico especialista de Nueva York. Fue evacuado junto con su mujer: Clara y su hermano; Isaac.
- Annie May Stengel: Cayó inconsciente y se fracturó dos costillas después de que el Dr. Henry Frauenthal cayera encima de ella mientras se procedía a bajar el bote.
- Anna Warren: Hija de uno de los cofundadores de la Pacific University. Su marido Frank perdió la vida en el desastre.
- Herbert Pitman: Tercer oficial del Titanic, fue puesto a cargo del bote por Murdoch.[38]
- George A. Harder: Industrial de Nueva York. Se salvó al lado de su mujer Dorothy, ambos viajaban de luna de miel.[41]
- Henry S. Etches: Mayordomo de habitaciones de primera clase. Estaba a cargo de ocho camarotes traseros de babor en la cubierta B, uno de cuyos ocupantes fue Benjamin Guggenheim (B-84), y de uno (A-36) en la cubierta A, el de Thomas Andrews.[42][43]

El proceso de bajada fue lento y dificultoso. Las poleas estaban cubiertas por pintura fresca y las cuerdas rígidas, lo cual provocaba que se enganchase el mecanismo constantemente y que el bote bajase con movimientos bruscos. Uno de sus ocupantes: Dr. Washington Dodge, que posteriormente embarcaría en el bote 13, llegó a pensar que su hijo y mujer "estarían más seguros a bordo del Titanic que en la embarcación". Ismay insistió en bajar el bote lo más rápido posible, lo que ocasionó más de un enfrentamiento verbal con Lowe, quien perdió el temperamento.
Conforme al mayordomo Etches, se apartaron inicialmente hasta unas 100 yardas del Titanic y esperaron. Al advertir que el transatlántico naufragaba de forma inminente, el oficial Pitman ordenó reiniciar el alejamiento, cubriendo así una distancia cercana a un cuarto de milla. Posteriormente, varios ocupantes serían transferidos al bote 7 al mismo tiempo que llegó el Carpathia. Pitman quiso regresar a la zona del hundimiento para recoger a los supervivientes que quedaron en mitad del océano, sin embargo las mujeres se opusieron alegando que "sería arriesgado", por lo que desistiría en su intento, pero se sentiría culpable para el resto de su vida.
La pasajera de primera clase Anna Warren (1851-1925), de 60 años, quien había abordado el número 5 desconociendo que su marido Frank (1848-1912) se había quedado atrás en cubierta, miró la desaparición del Titanic en cuestión de poco más de una hora y media: 

La bajada del bote se llevó a cabo con gran dificultad. Primero un extremo y luego el otro descendieron en ángulos aparentemente peligrosos, y temíamos que nos hundiéramos tan pronto como golpeásemos el agua.

Luego de que nuestra lancha estuviera flotando a salvo, hubo una gran dificultad en encontrar un cuchillo para cortar los amarres. Cuando alcanzamos el agua el buque se había hundido tanto que tuve la impresión de estar mirando a través de los ojos de buey de los camarotes de la cubierta D, los cuales habíamos ocupado formalmente, y conforme nos íbamos alejando pudimos ver que el Titanic estaba naufragando por la proa escorado acusadamente a estribor.

Las ordenes del señor Pitman fueron distanciarnos lo suficiente para evitar la succión si el barco se hundía. El mar era como el vidrio, tan liso que las estrellas se reflejaban claramente. Nos apartamos a bastante distancia y después descansamos, observando las bengalas con terrible ansiedad y percatándonos que el buque se estaba sumergiéndo rápidamente, comenzando por la proa. Descendió cada vez más abajo, hasta que las luces inferiores se apagaron, y luego, de repente, se elevó por la popa y desapareció de nuestra vista. No teníamos ninguna luz en nuestro bote y nos quedamos en una intensa oscuridad, salvo por un rayo de luz ocasional de otros botes salvavidas y una luz verde fija en uno de los botes del barco [...].

La noche fue helada para los evacuados. Una de las más afectadas por el frío fue la señora Dodge. No obstante, fue socorrida por el intendente Alfred Olliver, el cual le ofreció sus propios calcetines para que entrara en calor en la medida de lo posible hasta que fueron rescatados por el Carpathia.

### Bote 3
Aproximadamente treinta y dos personas embarcaron en el bote 3 del lado de estribor junto con el marino George Moore, puesto a cargo por Murdoch. La mayor parte estuvo compuesta por mujeres y niños y solo una pequeña parte de hombres pudieron subir. Entre estos se encontraba Henry S. Harper, quien iba acompañado por su intérprete y su perro de raza pequinés.
Tal como se hizo a lo largo de aquella noche, los hombres ayudaron a sus mujeres e hijos a subir a sus respectivos botes. Un ejemplo fue Charles Melville Hays, máximo dirigente de una empresa ferroviaria y que tras ayudar a su esposa Clara a embarcar en la embarcación, optó por no subir en ninguno de los botes que aún quedaban por bajar. Una de las supervivientes, Margaret Brown declaró en el New York Times:

La situación era tan formal que era muy difícil para todos darse cuenta de que estaba sucediendo una tragedia. Hombres y mujeres permanecían en pequeños grupos y conversaban. Algunos reían mientras veían cómo descendían los botes. La banda de música estuvo tocando durante todo el tiempo. También pude ver algunos hombres arropando a las mujeres en la cubierta. Fue una noche extraña. Todo parecía una obra teatral, como un sueño que estaba siendo ejecutado por puro entretenimiento. Nada parecía real. Los hombres decían "detrás de usted" mientras intentaban confortarlas al tiempo que retrocedían.

Entre los ocupantes del bote 3 estuvieron:
- George Moore: Marino del Titanic. Puesto al mando por Murdoch.
- Charlotte Drake Cardeza: Originaria de Filadelfia. Embarcó con su hijo Thomas Drake Cardeza y sus dos sirvientes.
- Edith Graham: Esposa de William T. Graham, fundador de la empresa Dixie Cup Company. Junto a ella embarcaron su hija Margaret y la institutriz.
- Henry S. Harper: Propietario de la editorial Harper. Embarcó junto con su esposa Myra y su dragomán de origen egipcio.
- Frederic y Daisy Spedden: Familia adinerada de Tuxedo Park, Nueva York. Embarcaron junto con su hijo de seis años, Douglas, su niñera y la criada de la señora Spedden.
- Clara Hays: Esposa del multimillonario Charles Melville Hays. Subió a la embarcación junto con su hija la señora de Thornton Davison (de soltera, Orian Hays) y su criada.
- Harry Anderson: Broker de Wall Street.
- Coronel (Oberst) Alfons Simonius-Blumer: Presidente de la SBV y su abogado, el Dr. Max Stähelin-Maeglin.

Entre los ocupantes se encontraron once miembros de la tripulación. Al igual que con el bote 7, hubo problemas con las cuerdas y las poleas, sin embargo se pudo bajar a la superficie de manera segura. Finalmente fueron rescatados a las 07:30h.

### Bote 8

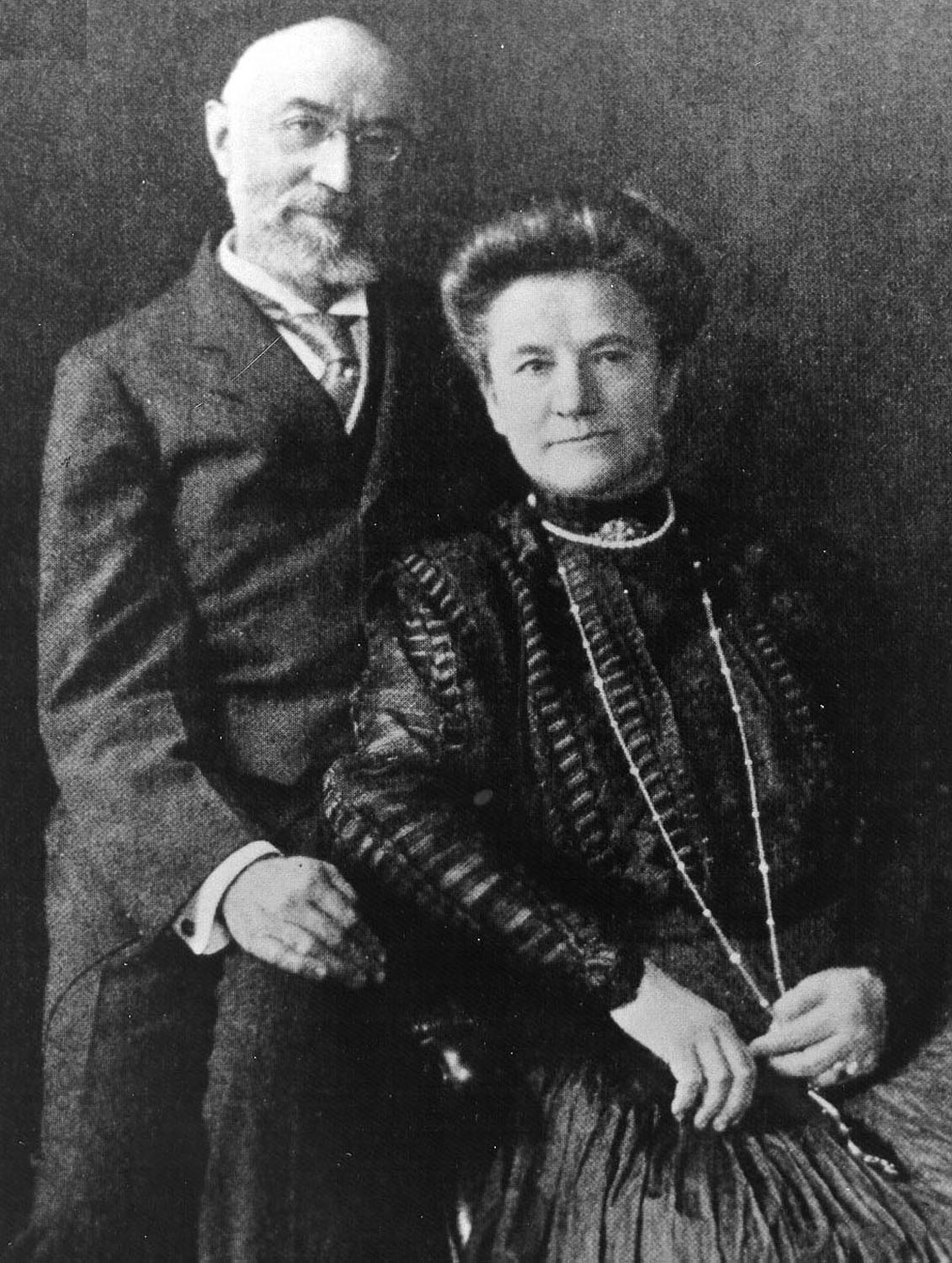
Ida Straus optó por no subir al bote y morir junto con su marido a bordo del Titanic.

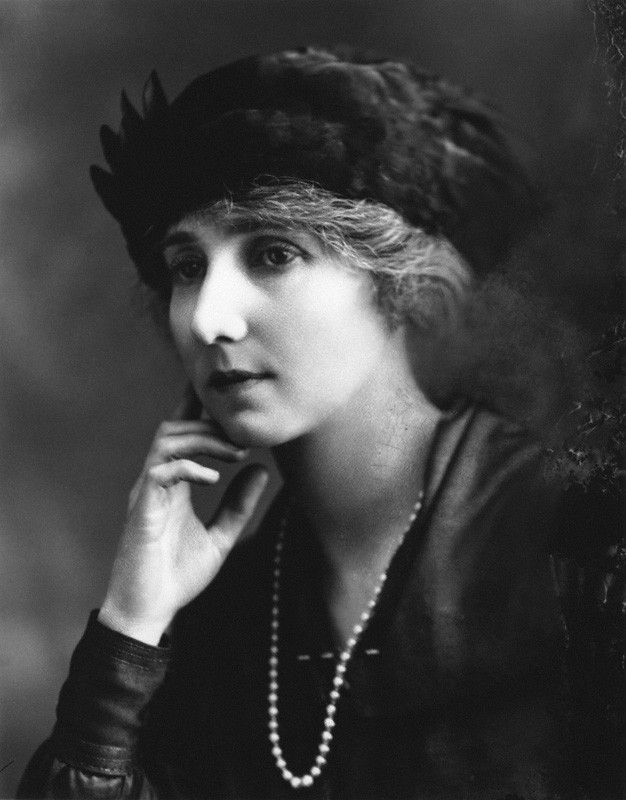
Noël Leslie, condesa de Rothes se puso al frente del timón.

El bote 8, del costado de babor, partió a la 01:00h con veintiocho personas a bordo bajo la supervisión del segundo oficial Lightoller asistido por el capitán Smith y el jefe de oficiales Wilde. Fue el primer bote de babor en ser bajado. Ida Straus, esposa del hombre de negocios neoyorquino Isidor Straus rechazó unirse al grupo alegando que no se separaría de su marido. Similar respuesta ofreció Isidor, quien afirmó que: "no desea ninguna distinción a su favor que no se haya concedido a los demás". Fueron vistos por última vez cogidos del brazo en la cubierta. El mayor Archibald Butt, asistente militar del presidente William Howard Taft escoltó a Marie Young, anterior profesora de música de los hijos del presidente Theodore Roosevelt. Otros tantos hombres se ofrecieron a ayudar a aquellas mujeres "desprotegidas" a embarcar de acuerdo con la cortesía de la época.
Entre los ocupantes del bote 8 estuvieron:
- Ellen Bird: Criada de Ida Straus.
- Noël Leslie: Condesa de Rothes. Se puso al frente del timón de la embarcación. Junto a ella subieron: su criada y Gladys Cherry, prima de su marido.
- María Josefa Pérez de Soto: Embarcó junto con su criada, Fermina Oliva y Ocaña. Tras insistir en no querer separarse de su marido, fue consolada por Noël.
- Thomas Jones: Marino y miembro de la tripulación. Fue puesto al mando del bote por sus superiores.[54]
- Alfred George Crawford: Mayordomo de primera clase al servicio de los camarotes delanteros de la cubierta B. Después del desastre, fue llamado para declarar en la comisión americana de investigación del naufragio.[56]
- Emma Bucknell: Viuda del fundador de la Universidad Bucknell. Embarcó junto con su criada Albina Bassani.
- Mary Wick: Cónyuge del empresario industrial George D. Wick, presidente fundador de Youngstown Sheet & Tube Company, junto con su hijastra, Mary.
- Caroline y Elizabeth Bonnell.
- Edith Pears: Mujer de Thomas C. Pears, empresario de la empresa familiar Pears Soap Company.

Tras el hundimiento, Jones sugirió volver a por algunos de los supervivientes que quedaron a flote. Tan solo tres pasajeros estuvieron de acuerdo, no siendo así la mayoría, que temían que los nadadores, desesperados, les hiciesen volcar. No obstante, Jones insistió en que "si estuviesen en el lugar de los náufragos, le gustaría volver y morir ahogado antes que abandonarles". La conducta de estos presentó diferentes contrastes: Noël Leslie, partidaria de volver a la zona del hundimiento, se puso al mando del timón y puso a los demás a los remos. Su proceder supuso la admiración por parte del marino, el cual comentó que: "valía más que todos los hombres que tenían a bordo". Ambos fueron entrevistados en 1954 por Walter Lord, autor de A Night to Remember. Por el contrario, Ella White se mostró indignada con el proceder de los sobrecargos, los cuales estuvieron fumando en el bote; y de uno de los miembros de la tripulación, el cual le dijo a otro: "si no dejas de hablar por ese agujero de tu cara, habrá uno menos en el bote". Tales procederes llegaron al Senado de Estados Unidos.
Los ocupantes pasaron la noche navegando hacia el horizonte, donde pensaron ver las luces de un barco, pero tuvieron que dar la vuelta al amanecer cuando llegó el Carpathia en la dirección opuesta.

### Bote 1

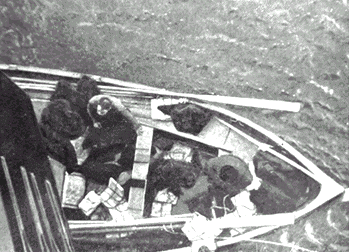
El bote n.º 1 en el costado del.

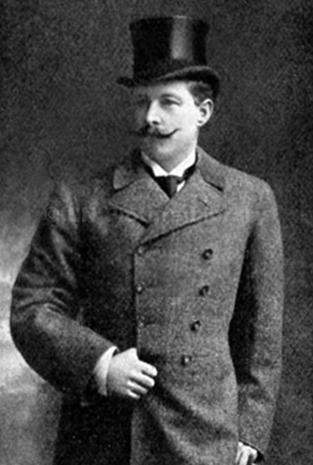
El proceder de Cosmo Duff-Gordon y el de su esposa fue criticado por la opinión pública al igual que fue acusado de pretender sobornar a los miembros de la tripulación del bote.

El bote 1 de estribor descendió a la 01:05h siendo el más controvertido de todos los que se arriaron con solo doce personas a bordo además del supuesto proceder de dos de ellos; Sir Cosmo Duff-Gordon y su mujer Lady Lucy Duff-Gordon, conocida diseñadora de moda en Londres, París y Nueva York. El bote era uno de los dos chinchorros de emergencia con capacidad para cuarenta personas, sin embargo, subieron menos de la mitad; siete tripulantes y cinco pasajeros de primera clase consiguieron embarcar.
Otro de los puntos polémicos fue que no se cumplieron las directrices del capitán Smith de "mujeres y niños primero". No obstante, sí se permitió la subida de parejas casadas y un hombre soltero a los botes. Cosmo Duff-Gordon estuvo observando desde la cubierta junto con su mujer y su secretaria, Laura Mabel Francatelli, cómo bajaron las tres primeras embarcaciones. En el momento de preparar el bote 1, este le preguntó a Murdoch si podían subir, a lo que el capitán respondió afirmativamente además de dar permiso a dos estadounidenses: Abram Salomon y Charles E. H. Stengel. Respecto a la tripulación, fueron seis fogoneros y uno de los vigías, George Symons, quien se puso a cargo de la embarcación. Uno de los fogoneros que quedaba en cubierta a la espera de embarcar en otro bote, Walter Hurst, observó el procedimiento de bajada y le comentó a un compañero: "si van a bajar los botes, podrían llenarlos con gente en primer lugar".
La secretaria personal de Lucy Duff Gordon, Laura «Mabel» Francatelli, de 31 años, se había presentando despavorida en el camarote de la señora Duff Gordon, después de medianoche, comunicándole que ella había visto el agua avazando en el pasillo al salir de su cabina en la cubierta E. Más tarde, Cosmo, Lucy y Mabel saldrían a la cubierta de botes de estribor pasando previamente por el gimnasio: 

[...] Cuando llegué a la habitación de Madame [Lady Duff Gordon], ella ya estaba fuera de la cama, y se puso dos batas para abrigarse. Sir Cosmo se estaba vistiendo. Al minuto siguiente apareció un hombre y dijo: Órdenes del capitán, todos nos colocamos los chalecos salvavidas, y al instante siguiente le estaban poniendo uno a Madame y a mí, [...], pero Madame y yo oramos juntas para que Dios nos cuidara y nos mantuviera a salvo, si era su voluntad. 

Sir Cosmo luego nos llevó a la cubierta superior. Había multitudes allí y ya estaban bajando los botes salvavidas llenos de mujeres y niños, miré por el costado del navío, traté de escudriñar en la oscuridad y observé que el agua no estaba tan lejos de nosotros, como siempre habíamos notado [desde] lo alto en donde estábamos [desde la altura que existía entre el nivel del mar hasta lo alto de la cubierta de botes], le dije a Sir Cosmo: Creo que nos estamos hundiendo, [él] dijo: Tonterías, vayamos. Más tarde caminamos más hacia la proa del barco, cerca del puente se habían bajado varios botes salvavidas, estaban preparando los dos últimos, en ese lado del barco, el lado de estribor. Gritaron: ¡Más mujeres!, nos vieron y vinieron a intentar conducir a Madame y a mí lejos de Sir Cosmo, pero Madame se aferró a Sir Cosmo y le suplicó que no la agarraran o la separaran [de su marido Sir Cosmo], ella dijo: Me iré contigo [refiriéndose a su esposo Cosmo], y yo me aferré a Madame, yo no los abandonaría, hubiera sido demasiado espantoso haberlos dejado solos.
Después de que todos los botes salvavidas se hubieron ido, todos parecieron correr al otro lado del buque y dejar nuestro lado vacío, pero aun así nos quedamos allí, como dijo Sir Cosmo, debíamos esperar órdenes, más adelante un oficial comenzó a bajar un pequeño bote, llamado el bote de Emergencia [el bote nº. 1], un bote de remos bastante ordinario y comenzó a tripularlo, nos vio y nos ordenó que subiéramos, luego estaban disparando [la tripulación] los cohetes muy cerca de nosotros, tuvimos que ser arrojados casi a este bote, otros dos caballeros estadounidenses saltaron, más siete fogoneros, y empezaron a bajarnos [hacia el océano]. No habíamos avanzado unos pocas yardas cuando nuestro pequeño bote quedó atrapado por un cable de acero en mi costado, y en unos minutos todos hubiéramos sido arrojados al mar, de no haber sido por ese valiente oficial que todavía estaba en cubierta. [Él oficial] gritó: ¡Cortadlo con un cuchillo!, pero nadie tenía uno, y estábamos todos en una negra oscuridad, colgando en el aire, él gritó: ¡Cuidado con la cabeza!, y arrojó un trozo de hierro pesado que hizo temblar nuestra embarcación, y de esa manera se liberó del atasco el arriaje del bote, luego descendimos rápidamente al agua.

El querido oficial dio órdenes de remar para alejarnos del barco hundiéndose [el Titanic] por lo menos 200 yardas [...]. Vimos todo, y vimos que esa cosa tremenda [el Titanic] se hundía rápidamente, después hubo terribles, terribles explosiones y toda la oscuridad, a continuación siguieron los horribles gritos y gritos de las 1600 queridas almas, luchando por sus vidas. [...].

La pasajera de primera clase Lucy Duff Gordon, de 48 años, describiría el proceso de bajada relativamente accidentado de la embarcación:

[...] el oficial dijo Por favor, pasen y nos ayudó a entrar [al bote número 1]. Luego, dos hombres estadounidenses (no había mujeres ni niños por ningún lado) entraron y comenzaron [los tripulantes] a bajarnos al agua. Tuvimos un momento de ansiedad cuando una de las cuerdas [que colgaban de los pescantes] se atascaron y casi nos caímos del bote al agua hasta que cortaron algo desde arriba y descendimos correctamente, y remamos a unas 200 yardas del barco [el Titanic] y observamos lo que estaba pasando. 

Teníamos seis fogoneros y un marinero con nosotros en lo que se denomina el bote de emergencia del Capitán [bote n.º 1]. Una cosa bastante pequeña y sospecho que la mayoría de la gente tenía miedo de entrar, y si no hubiera sido por un mar en calma sin duda se habría hundido [...].

En la embarcación había espacio para 28 personas más, sin embargo no regresó al lugar del hundimiento. Charles Hendrickson, uno de los bomberos, comentó a sus compañeros del bote de "volver atrás a por más supervivientes", pero la oposición fue unánime (tres miembros de la tripulación y tres pasajeros). A posteriori el matrimonio Duff-Gordon fue abiertamente criticado por la opinión pública y los medios de comunicación por su "falta de sensibilidad" respecto al desastre. En primera instancia, Lucile comentó con su secretaria: "allí se queda tu precioso camisón". Por otro lado, otro de los fogoneros, Robert William Pusey le replicó que: "no se preocupara de haber perdido sus pertenencias, puesto que podría comprar más", aparte de que sus compañeros perdieron sus herramientas y su salario en el momento de hundirse el navío. Ante tales comentarios, Cosmo Duff-Gordon respondió que ofrecería a cada uno un cheque por el valor de 5 libras esterlinas.
Tras hacerse público, dicho acto fue interpretado por la prensa como un "soborno" para prevenir a la tripulación de que volviese a la zona del accidente en busca de supervivientes. La Cámara de Comercio británica inició una investigación sobre el asunto que finalmente resultó ser falso. Sin embargo, la reputación de Sir Cosmo quedó dañada. Su mujer, por su parte dio el visto bueno a que uno de los pasajeros del Carpathia, el Dr. Frank Blackmarr fotografiase a los ocupantes del bote. La imagen causó revuelo y malestar entre algunos supervivientes al ver a parte de la tripulación con chalecos salvavidas.

### Bote 6

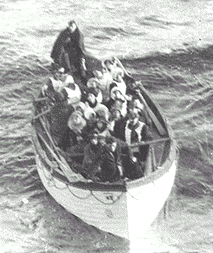
Bote n.º 6 fotografiado desde el hacia las 08:00 del 15 de abril de 1912.

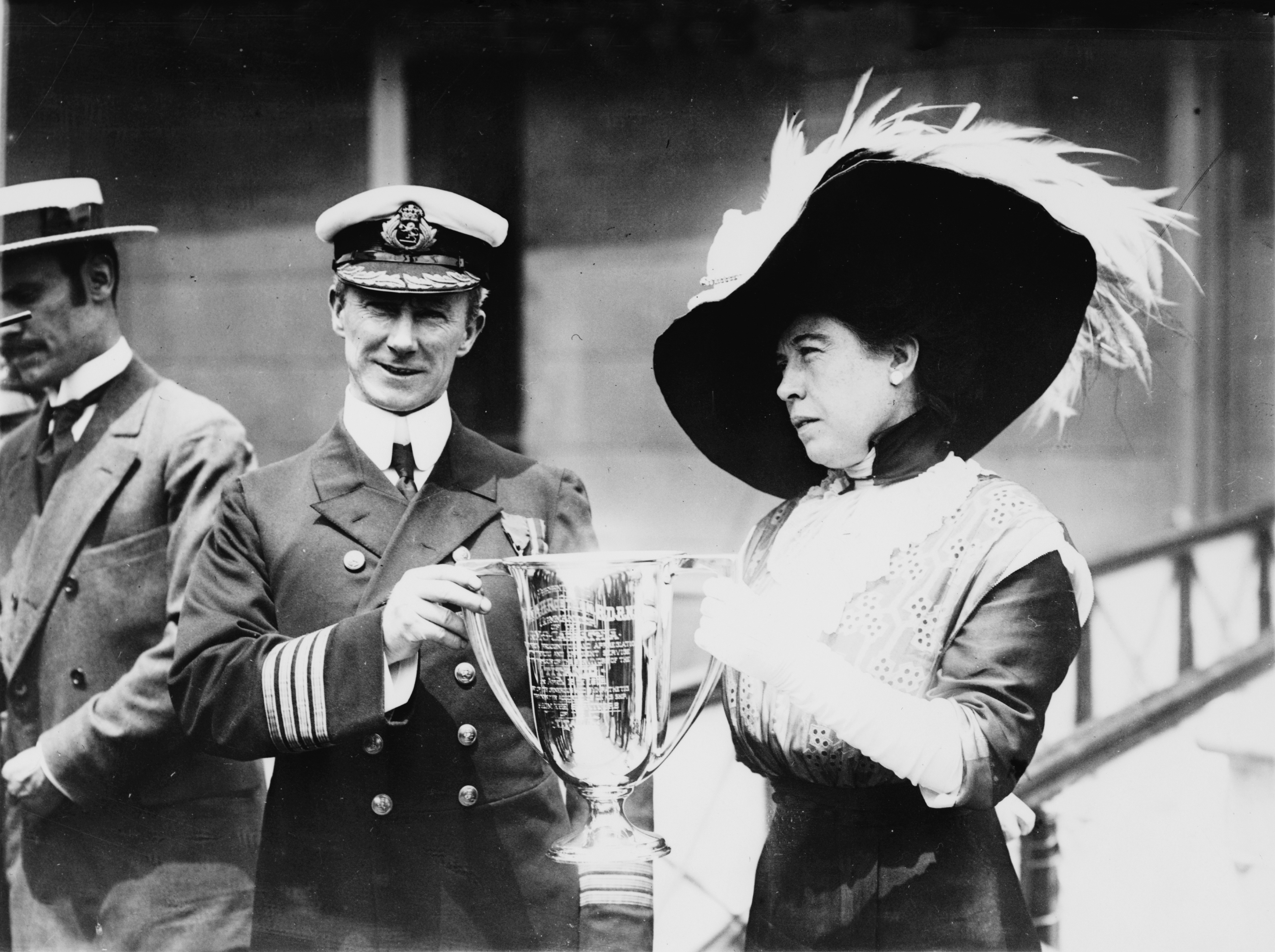
Margaret "Molly" Brown junto con el capitán del Carpathia, Arthur Rostron siendo homenajeada por auxiliar a los supervivientes del Titanic.

A la 01:10h partió el bote 6, del lado de babor, bajo la supervisión de Lightoller. En el momento del rescate, fue fotografiado con veintiocho personas a bordo. Entre sus ocupantes cabe destacar la presencia de Molly Brown, Helen Churchill Candee, quien se lesionó un tobillo por pisar accidentalmente un pie entre el hueco de dos remos tendidos sobre la borda mientras ingresaba, y las sufragistas inglesas Edith Bowerman y su madre Edith Chibnall. No obstante, Brown no subió al bote por voluntad propia. Robert Hichens, intendente, fue puesto al cargo del bote junto con el vigía Frederick Fleet. Mientras se procedía al arriado de la embarcación, las mujeres rogaron que fuesen acompañadas por remeros experimentados. El mayor Arthur Godfrey Peuchen, miembro del Real Club de Yates Canadiense, se ofreció voluntario y accedió por las cuerdas siendo el único pasajero masculino al que Lightoller dio permiso para subir a bordo.
No obstante, las relaciones entre los ocupantes fueron bastante tensas a lo largo de la noche; Hichens se mostró resentido por la presencia de Peuchen, del que temía que fuese a "quitarle el mando", un ejemplo fue que este le pidió que le asistiese en los remos, pero se negó puesto que "ya había otro (Fleet) remando".
En el momento de producirse el hundimiento del Titanic, Peuchen y Brown entre otros urgieron a Hichens a regresar hasta aquellos que habían sobrevivido al naufragio. Lejos de ceder, se mostró beligerante en todo momento y declaró a los presentes: "es inútil volver atrás. Allí solo hay un montón de "fiambres". Tan solo importan nuestras vidas, no las de ellos". En consecuencia, hubo un silencio que fue interrumpido por Brown, quien pidió al intendente que permitiese remar a las mujeres para mantenerse calientes. Sin embargo, Brown hizo oídos sordos y se dirigió hacia los remos a pesar de las protestas del intendente, quien se puso en medio para detenerla, no obstante, Brown se mantuvo firme y le contestó que de no apartarse, le arrojaría por la borda. La mujer contó con el apoyo de los demás ocupantes, incluido un fogonero que se incorporó al grupo tras producirse una transferencia de pasajeros del bote 16. Tales acciones le valieron el sobrenombre de "la Insumergible".
Finalmente fueron rescatados por el Carpathia a las 08:00h, siendo de los últimos.

### Bote 16

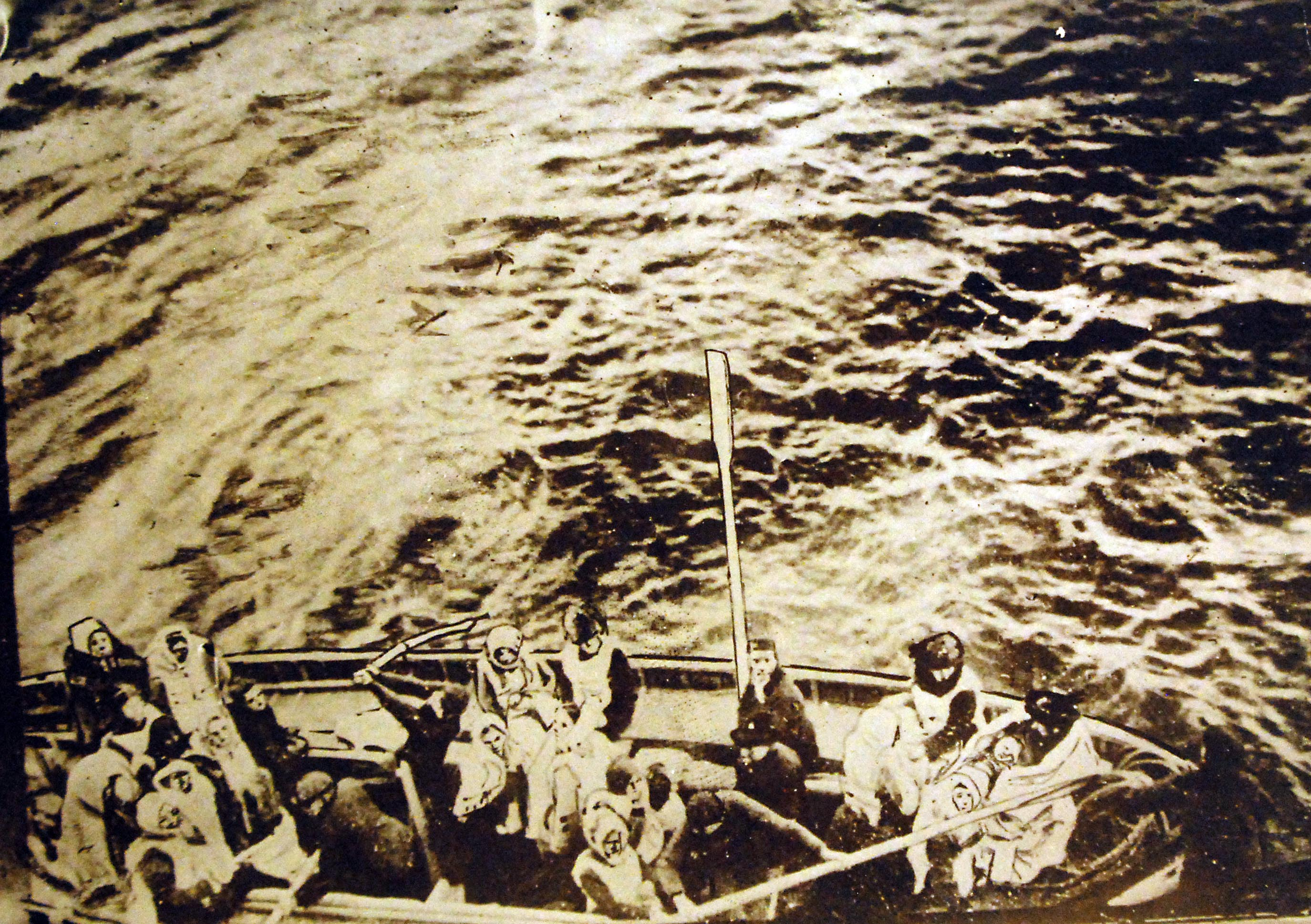
El bote n.º 16 acercándose al Carpathia.

El sexto oficial James Moody supervisó la bajada del bote 16 de babor a la 01:20h. Mientras estaba siendo arriado, se observó que sólo había un marinero a bordo, por lo que el maestro de armas Henry J. Bailey descendió a la embarcación, a través de los cabos de uno de los pescantes, y tomó el control de la misma. En el momento de ser recogidos por el Carpathia se pensó que podía haber cuarenta personas a bordo. La mayor parte eran mujeres y niños de segunda y tercera clase. Cabe destacar a Violet Jessop; camarera en aquel entonces y que llegó a sobrevivir a la colisión del RMS Olympic con el barco de guerra HMS Hawke en 1911 y al hundimiento del HMHS Britannic —ambos buques gemelos del Titanic — en 1916.

### Bote 14
El bote 14, del lateral de babor, partió cerca de la 01:30h con cincuenta y ocho ocupantes bajo la supervisión de Wilde, Lightoller y Lowe. En aquel momento el Titanic se encontraba parcialmente bajo el agua y empezaba a cundir el pánico entre algunos pasajeros todavía a bordo. 
El quinto oficial Lowe, en dirección al n.º 14 tras atender el bote n.º 1, había observado que 5 botes salvavidas habían partido sin ningún oficial en ellos. De modo que, cuando se topó con el sexto oficial James Moody, le prepusó que quien de los dos debería de marcharse en el próximo. Moody le respondió: «Ve tú, yo subiré en otro bote». Por lo que Moody, quien perdería la vida en la tragedia a los 24 años, se hizo cargo del lanzamiento del n.º 16 mientras que Lowe se salvaría en el n.º 14, a la vez que lo dirigiría.
Luego de haber asistido en la preparación de unas cuatro lanchas, el marinero Joseph Scarrott accedió a la barca y comprobó que el tapón estaba puesto. Después, con la ayuda de otros tripulantes, procedió a llenarla con mujeres y niños tal y como el jefe de oficiales Henry Wilde le había encomendado. Cuando ya habían entrado unas veinte pasajeras a bordo, algunos hombres trataron de hacer lo mismo que ellas. Pero como consecuencia de que no obedecían sus órdenes de no embarcar, ya que aparentemente eran extranjeros que no comprendían el inglés, Scarrott los apartó golpeándolos con el timón del bote. Evitó que subieran cinco, aunque uno saltó dos veces y tuvo que sacarlo por tercera vez.
La viajera de segunda clase, Marjorie Collyer (1904-1965), de 8 años, fue cargada en el bote por un marinero sin haber podido despedirse de su padre Harvey (1880-1912), quién moriría en el hundimiento a la edad de 31 años. A continuación, su madre Charlotte (1881-1916), de 30 años, aferrada fuertemente a su marido, fue separada a la fuerza de él por dos hombres para introducirla en la lancha mientras oía a Harvey espetarle: «¡Vete Lottie! ¡Por el amor de Dios se valiente y vete! ¡Conseguiré sitio en otro bote!».
Los Hart, otra familia de segunda clase, se habían acercado a unos cuatro botes salvavidas con anterioridad pero ya sin plazas para nadie más. Finalmente, en el n.º 14 lograron su oportunidad. Eva Hart fue la primera en pasar, le seguiría su madre Esther (1863-1928), con 48 años, que conforme subía sucedió el siguiente altercado:

Justo entonces, un varón que había intentado previamente entrar lo consiguió esta vez, pero se le ordenó abandonar el bote y el oficial disparó en el aire su revólver para advertir a todos que lo llevaba cargado, y gritó: ¡Un paso atrás! ¡He dicho que un paso atrás! El siguiente hombre que ponga un pie en este bote, le dispararé como a un perro!.

Ante esto, Eva, de 7 años, le rogó al oficial que no tiroteara a su padre Benjamin Hart (1864-1912), gritándole: «No le dispares a mi papá, no le dispararás a mi papá». El señor Hart, quien había estado ayudando a meter a mujeres y niños en el bote, le manifestó al oficial: «No voy a subir, pero por el amor de Dios cuide de mi esposa y de mi hija». Benjamin sería otra víctima del Titanic, tenía 47 años.
En el momento en que el bote estaba ya casi completo, Lowe apareció allí. Scarrott le comentó que había tenido dificultades para mantener a una multitud bajo control. Situación que se repetiría durante la bajada, en la ocasión en que dos hombres saltaron al interior y cuando la lancha pasó al nivel de la cubierta A. De esta manera, el quinto oficial disparó en el vacío tres veces con su pistola como advertencia.
La embarcación alcanzó el agua con el quinto oficial Harold Lowe al mando pero debiendo de superar un último obstáculo, los cabos que colgaban de los pescantes y encargados de arriar el bote, se enredaron provocando que la proa se posara primero en el mar, mientras que la popa se paró suspendida en el aire sobre un metro y medio de altura, dejando el número 14 en un ángulo de unos 45°. Lowe, Scarrott y el mayordomo George Crowe se movieron hacia el extremo inclinado, soltaron el cabrestante y esa parte cayó de forma abrupta al agua. Charlotte Collyer lo describiría así: «El fondo de nuestro bote golpeó el océano, mientras bajábamos, con tal fuerza que pensé que nos lanzaría por la borda. Nos mojamos con espuma helada.».
Cuatro personas remaron hasta separarse del transatlántico a unas 150 yardas de distancia, donde se reunieron con otras cuatro barcas, la n.º 4, 10, 14 y el plegable D. En virtud de que ninguno de esos botes estaban gobernados por ningún oficial o miembro de la tripulación, Lowe extendió su responsabilidad sobre ellos y les pidió permanecer unidos junto al número 14. Se filtraron unos 15 centímetros de agua dentro del bote. Charlotte Collyer, contempló la inmersión definitiva del Titanic:

[...] No nos detuvimos en ninguna otra cubierta para que subieran más mujeres y niños. [...] Los hombres en las palas remaron rápidamente lejos del navío.

Nos habíamos distanciado quizás a una media milla cuando el oficial mandó a los hombres que dejaran de remar. [...] Permanecimos allí en silencio y en la oscuridad en un mar completamente en calma.
Nunca olvidaré la terrible belleza del Titanic en aquel momento. Estaba inclinado hacia adelante, con la proa sumergida, con su primera chimenea parcialmente bajo el agua. Me pareció como un enorme gusano de luz, ya que estaba iluminado desde la línea de flotación, claramente hasta la popa — luces eléctricas encendidas en cada cabina, luces en todas las cubiertas y luces en sus dos mástiles. Ningún sonido nos alcanzaba, excepto la música de la orquesta, la cual, por extraño que parezca, fui consciente de ello por primera vez. Estaba interpretando melodías animadas, ragtime, y lo hicieron hasta el mismo fin. Sólo el profundo océano tuvo el poder de silenciarlos. 
A esa distancia, era imposible reconocer a nadie a bordo. Aunque fui capaz de distinguir grupos de hombres en cada cubierta. [...] La banda estaba tocando Nearer my God to Thee. Pude oírlo con mucha claridad. El final estaba muy cerca.
Llegó un rugido ensordecedor que me dejó atónita. Algo en las mismas entrañas del Titanic explotó y millones de chispas se desbocaron hacia el cielo. Este chorro rojo tenía forma de abanico a medida que ascendía, pero las chispas se dispersaban en todas direcciones en forma de fuente de fuego. Siguieron otras dos explosiones sordas e intensas, como si provinieran de debajo de la superficie. El Titanic se partió en dos ante mis ojos. La parte delantera ya estaba parcialmente debajo del agua. Se revolcó y desapareció instantáneamente. La popa se erigió en línea recta y pareció posarse sobre el océano durante muchos segundos, nos parecieron minutos. 
Sólo entonces se apagaron las luces eléctricas a bordo. Antes de que llegase la oscuridad, vi cientos de cuerpos humanos aferrándose a los restos del barco, o saltando al agua. El Titanic era como un enjambre de abejas; pero las abejas eran los hombres; y ellos rompieron su silencio ahora. Los gritos mas horribles que jamás escuché sonar resonaban en mis oídos. Aparté mi vista; pero al instante siguiente miré hacia atrás y vi que la segunda mitad del gran barco se deslizaba bajo la superficie con la misma facilidad que un guijarro en un estanque. Siempre recordaré ese último momento como el más espantoso de todo el desastre.
Muchos gritos de auxilio llegaban desde los restos flotantes [el área del naufragio], pero el quinto oficial Lowe le dijo a algunas de las mujeres que le pidieron regresar que indudablemente tendrían como resultado nuestro hundimiento [...].
Por nuestra parte, fuimos en busca de otros botes salvavidas que habían escapado. Encontramos cuatro o cinco, y el señor Lowe tomó el mando de la pequeña flota. Ordenó que las lanchas fueran atadas con cuerdas, para evitar que alguna de ellas se alejara y se perdiera en la oscuridad. Este resultó ser un muy buen plan, e hizo que nuestro rescate fuera aún más seguro cuando llegó el Carpathia. 
Más tarde, con gran dificultad, distribuyó a la mayoría de las mujeres de nuestro barco entre las otras embarcaciones. Esto tomó quizás media hora. Esto le proporcionó [a Lowe] un bote casi vacío, [...].

No tenía ni idea del transcurso del tiempo durante el resto de esa terrible noche. Alguien me entregó una manta del buque, la cual me sirvió para protegerme del intenso frío; y Marjorie tenía la manta de la cabina con la que yo la había envuelto. Aunque estábamos sentadas con los pies en varios centímetros de agua helada. La espuma salada hizo que tuviéramos mucha sed, tampoco había comida de ninguna clase a bordo del bote. Por estas diversas causas, era increíble el sufrimiento de la mayoría de las mujeres. Lo peor que me pasó fue cuando caí, medio desmayada, contra uno de los hombres en los remos. Mi cabello suelto quedó atrapado en el tolete y un mechón fue arrancado de raíz.

Una vez hundido el Titanic, el quinto oficial Lowe procedió a transferir a algunos pasajeros a los botes 10, 12 y D para posteriormente volver con el número 14 a la zona del naufragio para buscar supervivientes. Sucedieron como mínimo dos momentos tensos durante el traspaso; Lowe le chilló: «¡Salte, maldita sea, salte!» a la pasajera de primera clase Daisy Minahan (1879-1919), de 33 años, cuando le llegó su turno, enemistándose terminantemente con él. En el momento en que el quinto oficial requirió de voluntarios para que lo acompañaran a rescatar náufragos, observó que una persona que parecía vestida de mujer caminaba apresuradamente en dirección a otro bote. Lowe le tiró del chal que tapaba su cabeza y descubrió que era un hombre. El oficial no le dijo nada, pero lo agarró para empujarlo con desprecio para la otra lancha. Esther Hart consiguió mudarse de bote con algunas dificultades. No obstante, su mayor preocupación en su traslado fue separarse de su hija Eva, ya que había sido enviada a otra barca antes que ella y estaba vomitando, a causa de golpearse el estómago contra el borde del bote mientras accedía desde el Titanic.
Finalmente, Lowe reunió en el número 14 a unos ocho o nueve hombres, entre ellos los marineros Scarrott, Edward Buley y Frank Evans —estos dos últimos procedentes del bote n.º 10—, los mayordomos Frank Morris, George Crowe y Alfred Pugh, el fogonero Thomas Threlfall y el pasajero de segunda clase Charles Williams. Bogaron hacia donde el buque se había sumergido, encontrando allí una escena dantesca; cientos de cadáveres flotando con sus chalecos salvavidas entre los restos del naufragio. A Scarrott le pareció como si todos colgaran de un racimo. Evans temía mirar por los laterales para evitar sufrir una crisis nerviosa. Buley testificaría:

[...] No se podían distinguir con exactitud a causa de los restos [del barco]; pero les dimos la vuelta a varios para ver si estaban vivos. Parecía que ninguno de ellos se había ahogado. Parecían como si estuvieran congelados. Los salvavidas que llevaban estaban sobresaliendo mucho fuera del agua, y varios de ellos tenían la cabeza echada hacia atrás, con la cara en el agua. [...] Tenían la cabeza y los hombros fuera del agua, con la cabeza echada para atrás.

Solo se pudieron rescatar a cuatro personas de entre el millar de fallecidos por hipotermia. A uno de ellos, el camarero Harold Phillimore, les resultó muy complicado alcanzarlo, tardando una media hora en hacerlo. Phillimore emergía encima de lo que se asemejaba a una escalera, arrodillado como si estuviera rezando a la vez que pedía auxilio. Para aproximarse a él no pudieron remar, tuvieron que apartar a los amontonados cuerpos sin vida que les impedía el paso y, aun así, no fueron capaces de acercarse lo suficiente con la barca. Por esa razón, le extendieron un remo para ayudarlo a embarcar. El resto de los rescatados fueron William Fisher Hoyt —de primera clase, se le trató de reanimar pero falleció poco después—, Fang Lang  —de tercera clase, una vez salvado, se recuperó y remó junto a los demás para mantenerse caliente— y Emilio Ilario Giuseppe Portaluppi —de segunda clase—.
Pocas horas después, Lowe procedería a rescatar a los supervivientes del bote plegable A, el cual estaba a punto de hundirse.
Finalmente fueron recogidos por el Carpathia a las 07:15h.
Entre los supervivientes del bote 14 estuvieron:
- Eva Hart y su madre Esther.
- Alice Louch: Su marido falleció en el Titanic.
- Charlotte Collyer y su hija Marjorie.
- Elizabeth y Edith Brown. Thomas Brown, marido de Elizabeth y padre de Edith, pereció en el desastre.
- Ida Daisy Minahan: embarcó junto a su cuñada Lillian Mae Minahan, pero su hermano William Edward Minahan perdió la vida.[92]

### Bote 12
A la 01:30, Lightoller y Wilde arriaron el bote 12 de babor con treinta personas a bordo, entre los que se encontraban los marinos Frederick Clench y John Poigndestre. Mientras descendía por la cubierta B, un pasajero varón trató de saltar a la embarcación. La bajada del bote fue costosa a causa de que este quedó enganchado, por lo que Poigndestre tuvo que cortar las cuerdas. Tras el hundimiento, se procedió a transferir a otros pasajeros al bote hasta llegar a sesenta y nueve ocupantes. Fue el último bote en ser recogido (a las 08:15h) por el Carpathia.

### Bote 9

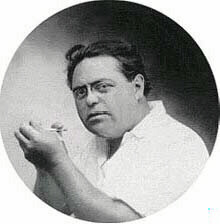
Jacques Futrelle, fallecido en el hundimiento, urgió a su mujer a subir al bote, sin embargo fue incapaz de encontrar otro por su cuenta.

Murdoch, junto con Moody supervisaron la bajada del bote 9 habiendo sido cargado con unas 40 personas a la 01.30h, siendo el quinto en hacerlo desde el costado de estribor. El segundo contramaestre, Albert Haines fue puesto al cargo de la embarcación junto con el marino George McCough, quien se puso al timón. Este barco contenía alrededor de 12 mujeres, seis o siente hombres pasajeros y quizás 18 tripulantes. Cuando no se encontraron más mujeres en los alrededores, se autorizó la entrada a algunos varones. De esa manera subió el pasajero de segunda clase, Sidney C. Stuart Collett. Otras personas, de la misma clase que Collett, que se incorporaron fueron los españoles Julià Padró i Manet, Emili Pallàs i Castelló y Encarnación Reynaldo. Una mujer anciana provocó un gran escándalo cuando se negó a subir. Similar situación se produjo con May Futrelle (1876-1967), de 35 años, esposa del novelista Jacques Futrelle, hasta que este le encomendó que subiese para salvarse. Antes de que un oficial la dirigiera, Jacques apenas la convenció a regañadientes: «Recuerda que tienes dos hijos. Debes pensar en ellos. Vete, estás haciendo esperar a la gente. ¿No ves que estás agotando mis oportunidades? No me tendrán en un bote salvavidas hasta que se hayan llevado a todas las mujeres».
El millonario Benjamin Guggenheim mandó embarcar a su amante gala Léontine Aubart y a su criada, Emma Sägasser. Aubart fue muy probablemente la mujer francesa, descrita por los camareros William Ward y Richard Proffer, que se cayó mientras se introducía, hiriéndose levemente. De hecho, Ward observó que desde la borda de la lancha había un gran paso hasta pisar el fondo de la misma, y debido a la oscuridad los ocupantes no podían ver donde estaban poniendo los pies al acceder. Asimismo, es muy posible que la amante de Guggenheim se tratara de la francesa en el bote, referida por las pasajeras de primera May Futrelle, Mary Lines y la de segunda Kate Buss, que sollozó histéricamente a lo largo de la noche.
Antes de que el primer bote hubiera sido arriado, Guggenheim había regresado a su camarote con su mayordomo, Victor Giglio. Ambos se quitaron sus chalecos salvavidas y volvieron a vestirse como hacían habitualmente. De nuevo en cubierta, Guggenheim le había comentado al camarero Henry Etches (quien ya había abandonado el transatlántico en el bote n.º 5, a las 00:43): "nos hemos vestido con nuestras mejores galas y estamos preparados para hundirnos como caballeros. Hay una duda muy seria de que los hombres se marcharán. Yo estoy dispuesto a seguir el juego de los demás hombres si no hay suficientes botes para nadie más que para las mujeres y los niños. No moriré aquí como un animal. Si algo me ocurriera, dígale a mi mujer en Nueva York que he hecho todo lo posible para cumplir con mi deber. Ninguna mujer debería permanecer aquí para que luego se diga que Ben Guggenheim fue un cobarde".
Otras dos mujeres, Kate Buss y Marion Wright, consiguieron embarcar gracias a Douglas Norman y el Dr. Alfred Pain, los cuales observaban como bajaban los botes hasta que oyeron que alguien pidió que se presentaran más mujeres. Ambas pidieron que los dos se unieran a ellas, sin embargo no se les permitió el paso. Cuando Buss pidió explicaciones, Hames le contestó: "el oficial dio la orden de alejarse, y si no hago caso, me dispara. De poner a otro en mi lugar la situación hubiese sido la misma".
Ya flotando en el mar, al principio hubo dificultad en liberar los remos que se hallaban amarrados, ya que nadie parecía portar un cuchillo para desatarlos, hasta que finalmente el mayordomo James Widgery fue quien ofreció su navaja. Cuatro de los hombres bogaron durante toda la noche, pero algunos de ellos demostraron su completa inexperiencia a la hora de manejarse con las palas, desconociendo conceptos náuticos básicos como la proa o la popa. La señora Futrelle y Robertha J. Watt, de segunda clase, igualmente percibieron esa falta de destreza. En efecto, en el momento en que uno de esos hombres se mudó para el otro lado del bote, soltó su remo dejándolo caer incidentalmente sobre la cabeza de Futrelle. Más tarde, al advertir que uno de los tripulantes no sabía bogar, ella preguntó: «¿Por qué está ese hombre en el bote?», el marino George McGough le respondería; «Señora, él desea salvar su vida tanto como usted la suya». May Futrelle vio los últimos momentos de flotabilidad del moribundo transatlántico:

[...] Otro oficial me recogió y me arrojó al bote. 

Llegamos al agua sin apenas salpicar. Después comenzaron a pedir un cuchillo. Los remos estaban atados, y se habían olvidado de desatarlos antes de la bajada. [...] Debieron de haber encontrado una navaja, ya que poco después estaban armando los remos. 
Remamos muy rápido. Les rogué que se quedaran esperando, porque quería volver a ver a Jacques, pero dijeron algo sobre la succión y continuamos. Nos dirigimos a una distancia segura. Pudo haber sido media milla o pudo haber sido menos.
Nunca vi una noche tan tranquila, clara y hermosa. Estaba completamente en calma, perfectamente claro, brillante con estrellas. La superficie del océano se agitaba suavemente; no había ni una ola. 
El Titanic todavía flotaba, las filas de luces indicaban sus cubiertas. Observamos aturdidos para ver si iba a mantenerse [a flote]. Hablamos de ello de forma tan impersonal como pensando que no era asunto nuestro. Nos animamos los unos a los otros con falsas esperanzas, mientras nuestros ojos nos decían que las hileras de luces se acercaban cada vez más al agua. [...].

Las filas de luces empezaron a apagarse por tramos, como si alguien hubiera recorrido el barco apagando los interruptores de control uno por uno. Pero la noche era brillante, y estaban lanzando cohetes continuamente. Pudimos ver aún su enorme casco. Comenzó a sumergirse por la proa. Entonces vinieron dos fuertes explosiones. [...] De repente, las luces se apagaron. Hubo un tremendo crujido, el Titanic pareció partirse en dos. Luego hubo una tremenda explosión. Durante una fracción de segundo se levantó en el aire y fue claramente visible a la luz provocada por la explosión de las calderas.

El segundo contramaestre Albert Haines había ordenado distanciarse del navío y, luego de haber recorrido unas 200 yardas, cesaron de remar durante un tiempo. Sin embargo, dicho contramaestre temía enormemente la succión del transatlántico, por lo que reanudaron su alejamiento hasta cerca de 1/4 de milla. Una vez el Titanic hubiera desaparecido bajo las gélidas aguas del Atlántico, Haines consultó a los otros tripulantes si debían de retornar para rescatar náufragos. No obstante, concluyeron que no había suficiente espacio para más personas, además de comprometer la seguridad de la propia barca. No tenían brújula, aunque sí algunas provisiones a bordo como agua, galletas e incluso luz, gracias a que Haines llevaba una pequeña lámpara de bolsillo. Antes de la aparición del Carpathia, el cabo Walter Wynn, uno de los remeros, divisó una luz roja y blanca intermitentes procedentes de lo que el creyó que era un vapor, a unas siete u ocho millas de lejanía. La embarcación fue la cuarta o quinta recuperada por el Carpathia a las 06:15h. Por otra parte, Norman y Pain fallecieron en el hundimiento.

### Bote 11

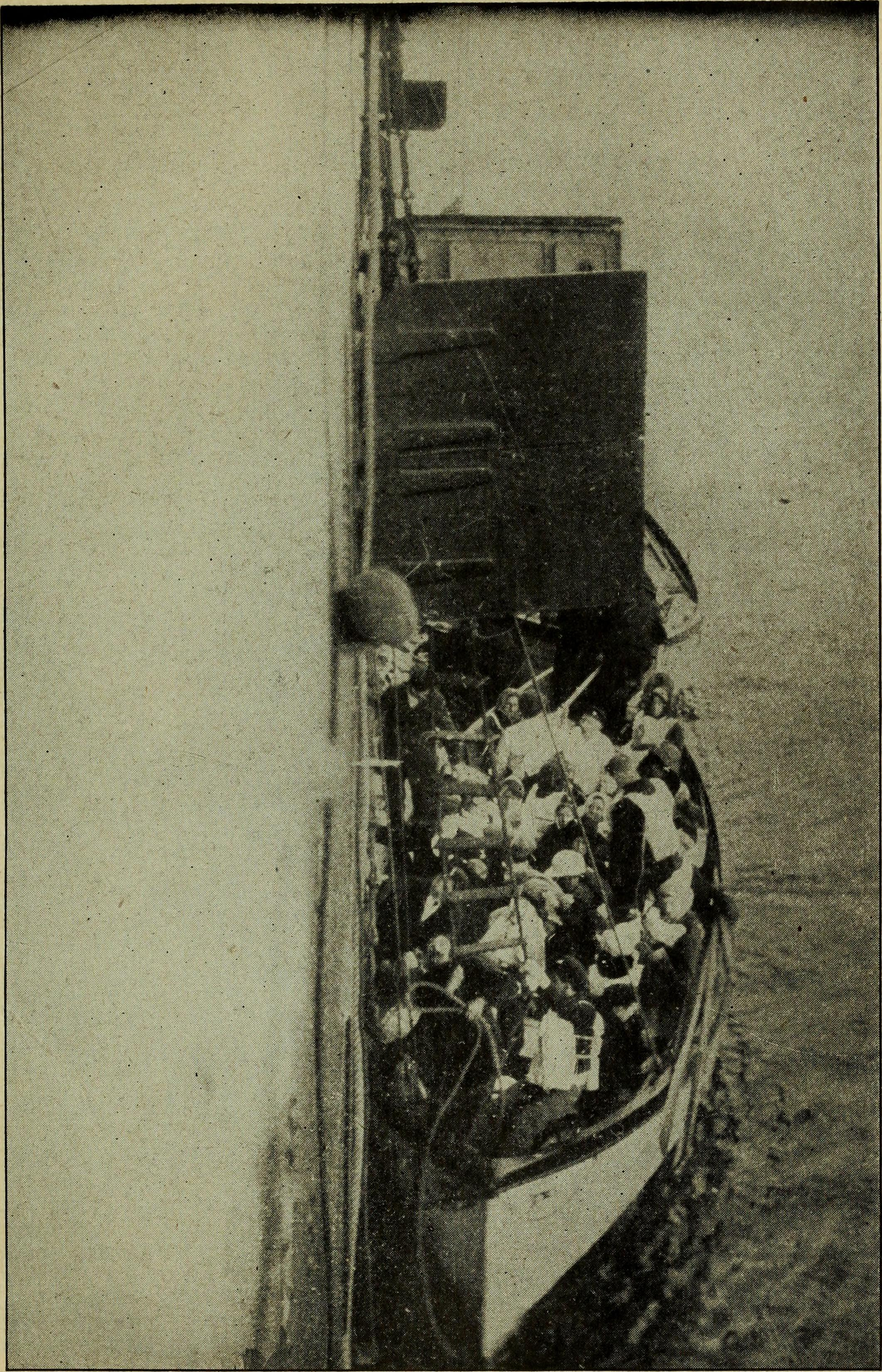
El bote n.º 11 siendo descargado en el.

El bote 11, el sexto en ser botado desde el lado de estribor, fue arriado a la 01:35h bajo la supervisión de Murdoch con el marino Sidney Humphreys a cargo de los ocupantes. Los pasajeros abordaron esta embarcación desde la cubierta de paseo A. Ahora los botes empezaban a llenarse hasta su capacidad máxima. Se estima que albergó a unas 55 personas, de las que probablemente había unos diez menores, unas 30 mujeres (incluidas posiblemente nueve doncellas), tres hombres pasajeros y unos 16 o 18 hombres de la tripulación. Uno de los ocupantes, el camarero Steward James Witter fue noqueado por una mujer histérica a la que trató de ayudar a subir mientras el bote bajaba.
Antes de ser permitido acceder a la lancha, el mayordomo de habitaciones William Faulkner sostuvo al bebé Trevor Allison, de primera clase, mientras su cuidadora Alice Cleaver era ayudada a embarcar. Aunque no existen sólidas evidencias para corroborarlo de forma fehaciente, diversos indicios parecen indicar que los padres del niño, Hudson y Bess Allison, desconocían que su niñera Cleaver se había llevado consigo misma al menor de sus dos vástagos para abandonar el navío. El matrimonio Allison y su hija mayor Loraine morirían en el naufragio.  
Emma Schabert entró con su hermano Philipp Mock. Este último también asistió a Edith Louise Rosenbaum, pasajera de primera clase, al igual que Schabert y Mock, y corresponsal de la revista de moda Women's Wear Daily. Russell se llevó consigo una caja musical en forma de cerdo con la que se podía reproducir el Maxixe. Según sus palabras, su madre se lo regaló y lo llevaba como obsequio de la buena suerte. Tras ser conducida inicialmente hacia el bote por la persuasión de Joseph Bruce Ismay, en un principio estaba tan aterrada que no se atrevía a subir al bote hasta que un miembro de la tripulación confundió el juguete con un bebé. Considerado el "superviviente más extraño del Titanic", en la actualidad forma parte de la colección del Museo Marítimo Nacional de Londres aparte de ser utilizado como atrezzo en la película La Última noche del Titanic. Otra pasajera, esta de segunda clase; Nellie Becker, se quejó por la manera en la que fue introducida a la embarcación junto a dos de sus hijos; en mitad del caos, su hija mayor se extravió y tuvo que ser embarcada en el siguiente bote.
Otra de las viajeras de segunda clase a bordo, fueron Ada West junto a sus dos hijas Constance y Barbara, pero su marido Edwy Arthur perecería en el desastre. De acuerdo a la Sra. West, el bote descendió en ángulos peligrosos y observó que un bebé fue arrojado en el último momento, sin su madre.
Al poco tiempo de alcanzar la superficie marina, el bote se encharcó debido a un chorro de agua que se estaba bombeando desde el Titanic para mantener el navío a flote el máximo tiempo posible. Mientras el bote se alejaba de la zona, los ánimos se iban caldeando. Rosenbaum, por su parte entretuvo a los niños con el cerdo musical. El marinero Walter T. Brice hizo antorchas cortando trozos de cuerda procedentes de una botella de aceite, debido a que no se encontró ninguna linterna a bordo. Según Brice, se apartaron del Titanic a una distancia próxima al cuarto de milla. Finalmente, fueron recogidos por el Carpathia a las 07:00h, siendo los sextos u octavos en ser rescatados.

### Bote 13

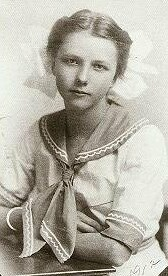
Ruth Becker. Fue una de las sobrevivientes que defendió firmemente, desde 1912, que el Titanic se había partido en dos, un hecho que sería confirmado definitivamente en 1985. Sus cenizas fueron esparcidas en el mismo lugar donde el buque naufragó.

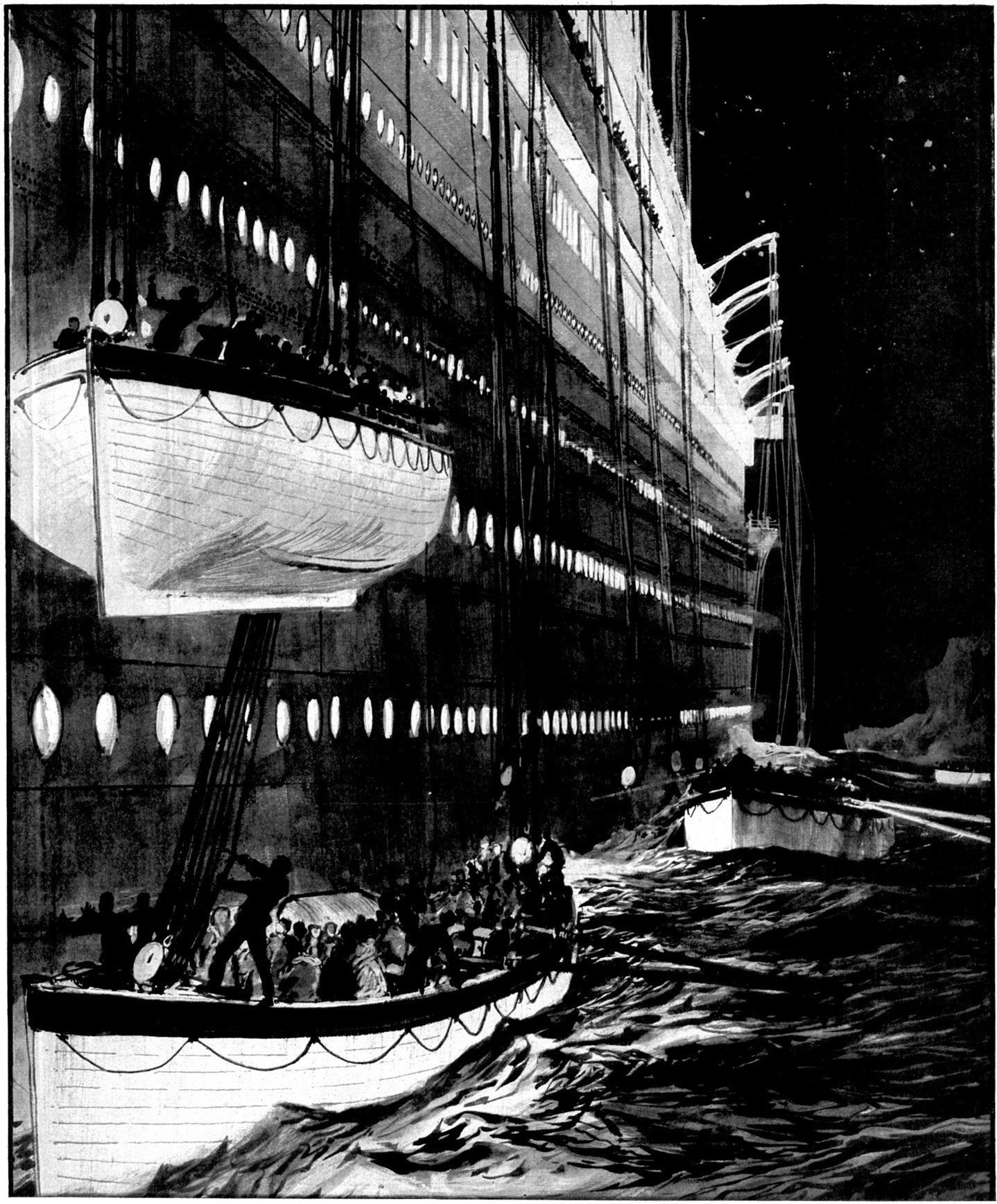
Tras bajar el bote 13, la embarcación 15 estuvo a punto de provocar un accidente (ilustración de Charles Dixon).

Los pasajeros subieron al bote 13, perteneciente a la banda de estribor, mientras este descendía por la cubierta de botes hasta la cubierta A bajo la supervisión de Murdoch y Moody a la 01:40h. Al igual que en anteriores, en este había sesenta y cinco personas a bordo junto con Frederick Barrett, jefe de fogoneros y quien estuvo a cargo de la embarcación. Los ocupantes fueron principalmente mujeres y niños de segunda y tercera clase. Entre los hombres se encontraban Lawrence Beesley, quien posteriormente escribiría un libro sobre el desastre. El Dr. Washington Dodge, cuya mujer e hijo embarcaron en el bote 5, decidió subir a este tras haber rechazado el ofrecimiento de uno de los pasajeros, lo cual hubiese supuesto que hubiere partido con la familia al completo. Ruth Becker, de 12 años y cuya madre y hermanos embarcaron en el bote 11, embarcó en este por orden de Moody. Fue una de las pocas en traer sábanas de su camarote y que posteriormente serían utilizadas por los fogoneros, quienes iban con camisetas sin mangas mientras remaban. Otros tantos pasajeros no quisieron embarcar, por ejemplo: una mujer tuvo un ataque de ansiedad cuando miembros de la tripulación la forzaron a acceder.
Mientras descendía, el bote fue golpeado por un torrente de agua de tres o cuatro pies de diámetro a causa de las bombas por las que se intentaba expulsar el agua que seguía entrando en el navío. Los ocupantes tuvieron que empujar el bote con la ayuda de los remos para poder partir con seguridad. El incidente pudo ser más serio si el bote 15, que bajaba casi simultáneamente, hubiera caído sobre los ocupantes. Pocas horas después, el Carpathia acudió en su rescate a las 06:30h.

### Bote 15
Murdoch y Moody supervisaron la bajada del bote 15 de estribor a la 01:41h (solo un minuto después del bote 13). El fogonero Frank Dymond fue puesto al cargo en la que fue la embarcación más cargada de todas (con sesenta y cinco pasajeros), de hecho estuvo a punto de desbordarse. Una de las pasajeras declararía posteriormente que cuando se reclinó en la borda, su cabello tocaba el mar.
Fueron recogidos por el Carpathia en torno las 07:30h.

### Bote 2

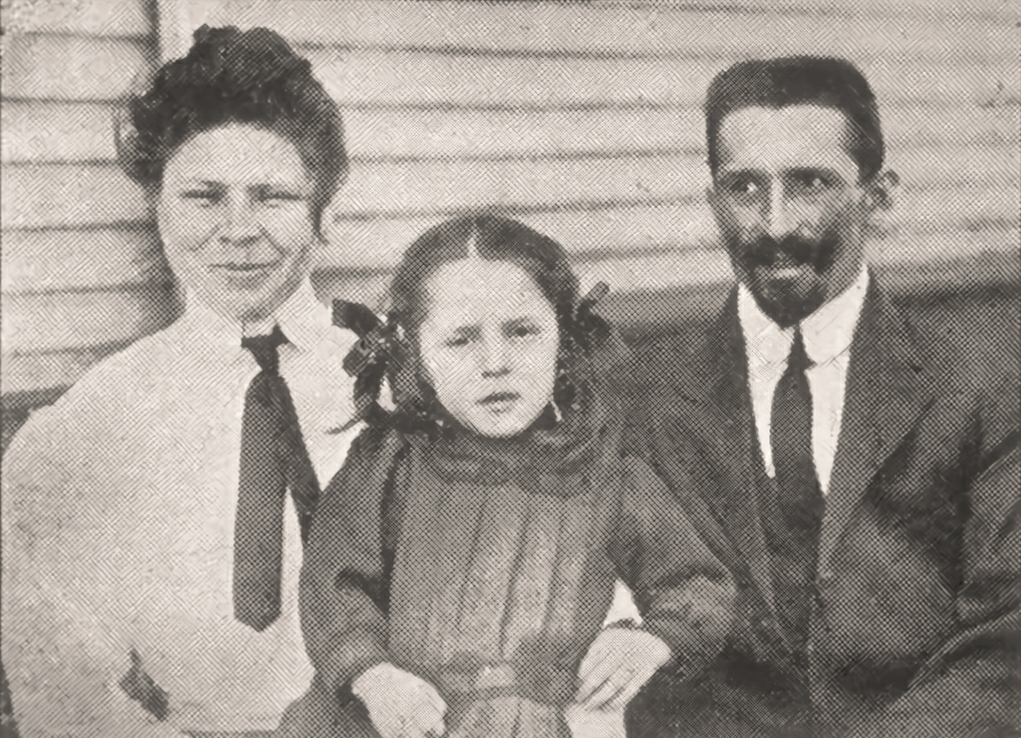
Anton Kink (der), junto a su esposa, Louise Kink-Heilmann (izq) y su hija, Louise Gretchen Kink (centro). Pasajeros rescatados de tercera clase.

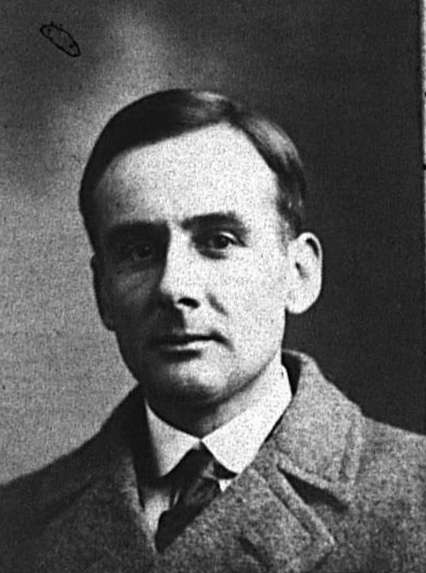
El cuarto oficial Joseph G. Boxhall.

La bajada del bote de babor número 2, el segundo de los dos chinchorros, fue supervisada por Wilde y Smith en torno a la 01:45h. Cuando Lightoller se dispuso a preparar la embarcación, se encontró con que esta lancha ya estaba siendo ocupada por un numeroso grupo de pasajeros masculinos y miembros de la tripulación, quienes tuvieron que desalojar el bote a punta de pistola, aunque desconocían si el revólver estaba cargado. A diferencia de los últimos botes, el 2 iba con diecisiete personas a pesar de que había capacidad para cuarenta. Sus ocupantes fueron en su mayoría mujeres aparte de un pasajero varón de tercera clase, Anton Kink, quien subió junto con su mujer y su hija Louise. El cuarto oficial Boxhall estuvo a cargo de la embarcación.
Tras el hundimiento del Titanic, Boxhall sugirió a los ocupantes dar marcha atrás y recoger a los supervivientes que aún estaban en el agua. Sin embargo, estos se negaron. Tal postura desconcertó a Boxhall, a quien momentos antes, pidieron que sus maridos las acompañaran. A las 04:10h fue recogido por el Carpathia. siendo el primero.
El cuarto oficial Joseph G. Boxhall atestiguó las siguientes observaciones ante las comisiones de investigación británica y estadounidense:

Cuando [mi bote] fue arriado yo estaba en la última lancha excepto una [que aún quedaba] en el lado de babor. 

Uno de los botes salvavidas fue descendido después de marcharme [bote n.º 4], unos minutos más tarde de que me fuera, y luego ya no había más botes colgando de los pescantes del costado de babor. Aquel [bote] estaba contiguo a mi, hacia popa. 
No noté ansiedad por parte de la gente que quería introducirse en esos botes. Había cuatro hombres en esta embarcación; un marinero (F. Osman), un mayordomo [James Johnston], un cocinero [John Ellis], yo y un pasajero varón [Anton Kink] que no sabía hablar inglés —un hombre de mediana edad con barba negra—. Yo creí que tenía a su esposa allí y a algunos hijos.
Cuando llegó la orden para botar la embarcación, la cual parecía bastante llena, juzgué que transcurrió entre unos 20 minutos y media hora antes de que el buque naufragase. Alguien gritó a través de un megáfono: regresen algunos de los botes y muévanse hacia el lado de estribor. Todos remaron excepto ese viajero masculino. 
Manejé un remo y una señora me asistió. Ella pidió hacerlo. Guie [el bote] en dirección al lateral de estribor con la intención de ir a lo largo de ese costado. Calculé que podría rescatar a tres personas más del barco con seguridad; y cuando a unas 22 yardas de distancia hubo una pequeña succión, ya que el barco parecía acercarse más, pensé que sería peligroso aproximarse más al transatlántico. Sugerí volver (después de que el navío se hubiera hundido) al marinero del bote, pero se decidió que era una imprudencia. 
Allí había una señora, la Sra. Douglas, a quien le pedí que condujera la lancha de acuerdo a mis órdenes. Ella me ayudó mucho en eso.

Después de haber abandonado el Titanic, encendí luces verdes la mayor parte del tiempo. Cuando [nos hallábamos] a dos o tres esloras de barco del Carpathia, apenas amanecía, y vi que sus motores estaban apagados. Se había detenido a menos de una milla o un cuarto de milla de un iceberg. Había varios otros icebergs, y fui capaz de ver el campo de hielo hasta donde me fue posible. Los témpanos parecían blancos al sol, aunque cuando los miré por primera vez a la luz del día aparentaban ser negros.

### Bote 10
Cerca de la 01:50h partió el bote 10, del lado de estribor, bajo la supervisión de Murdoch con Edward Buley al cargo de alrededor de treinta y cinco personas. En aquellos momentos el navío empezaba a escorarse a babor, lo cual dificultó la bajada de los demás botes de su respectivo lado. La inclinación dejó un hueco de 0,91 m entre la cubierta y los botes salvavidas de babor. El intento de una joven francesa por saltar al bote estuvo a punto de terminar en desgracia cuando no tomó suficiente impulso y se cayó por el hueco, sin embargo consiguió sujetarse a la borda y acto seguido fue reintroducida en la cubierta inferior del crucero. Finalmente conseguiría abordar la embarcación de manera segura. Claramente, el Titanic estaba a punto de hundirse definitivamente, razón por la que tuvieron que acelerar el ritmo de trabajo; la evacuación de los niños se volvió más brusca, hasta tal punto que un bebé fue lanzado en volandas e interceptado por una mujer. Un pasajero, a quien Lowe describió como un "italiano loco" saltó hacia las cuerdas mientras se arriaba el bote. Situación similar a la de Neshan Krekorian, pasajero de origen armenio de tercera clase. Entre los demás pasajeros se encontraban Millvina Dean, quien con dos meses de vida, fue la pasajera más joven del Titanic y la última superviviente. Iba acompañada de su madre, Etta Dean y su hermano mayor, Bertram.
La pasajera de segunda clase Susie Webber (1873-1952), de 38 años, miró el final de la gran nave: 

Un caballero me ayudó a subir amablemente a un bote salvavidas, el cual contenía mujeres y niños. Luego de ser bajado, lleno de mujeres, acompañadas por un marinero, un extranjero saltó de la cubierta del botes y aterrizó en el bote justo antes de que alcanzase el agua.

Nuestro pueblo inglés fue muy valiente. Estoy seguro de que se dieron cuenta de que el Titanic estaba yéndose a pique. 

Nos alejamos remando con sólo dos hombres. Estaba frente al Titanic y podía verlo hundirse. Vi las luces apagándose cubierta tras cubierta. Cuando el agua entró en la sala de máquinas, hubo una explosión y vi que el leviatán se partía en el medio. La popa se elevó alto en el aire; la proa menos alta. Luego descendió lentamente, en medio de gritos desgarradores de auxilio de cientos de hombres y mujeres condenados.

En cuanto al bote, fue rescatado por el Carpathia a las 08:00h.

### Bote 4
El bote 4 de babor partió al mismo tiempo que el 10 a la 01:50h bajo la supervisión de Lightoller. Fue el último bote de madera intrincado. Partió con cuarenta y dos personas a bordo con el contramaestre Walter Perkis al mando. A diferencia de los demás, por sugerencia del capitán Smith, los pasajeros debían subir en la cubierta de paseo. Sin embargo, olvidó que – a diferencia del Olympic, en el que estuvo anteriormente – la mitad delantera de la cubierta A se encontraba sellada. Lightoller ordenó abrir las ventanas de la zona para poder acceder a los botes restantes. La apertura de las ventanas resultó ser bastante difícil, y para más inri, la embarcación quedó enganchada con el asta con la que se realiza los sondeos de profundidad y que estaba situada justo debajo del bote, por lo que se tuvo que cortarla para permitir la bajada. Aparte, se utilizaron sillas con las que improvisaron escaleras por donde los pasajeros pudiesen pasar.
Entre sus ocupantes se encontraban Madeleine Astor (entonces embarazada), cónyuge del millonario estadounidense John Jacob Astor IV, la cual tuvo que esperar bastante tiempo para embarcar ante los continuos cambios a la hora de subir a los pasajeros. Estuvo acompañada por su criada y su enfermera. A pesar de hablar con Lightoller, no le pudo convencer de que dejara subir a su marido también. No obstante, Astor le dijo a su mujer las que fueron sus últimas palabras: "el mar está en calma. Estarás bien. Estás en buenas manos. Te veré por la mañana".
La familia Carter también embarcó en el bote. William Carter ayudó a su mujer Lucile y a su hija, también llamada Lucile. Sin embargo su hijo: Billy, tuvo que dejar a su perro atrás.
De los siete miembros de la familia Ryerson (de primera clase), solo se le permitieron la entrada a las cinco mujeres, incluyendo a las jóvenes: Emily y Susan; la criada y la institutriz. Sin embargo, se le prohibió el paso a John, el hijo de familia (con 13 años)," por lo que su padre, Arthur, dio un paso adelante y dijo: "Por supuesto que el chico va con su madre. Solo tiene 13 años." Arthur falleció en el hundimiento.
Emily Ryerson (1863-1939), de 48 años, observó el hundimiento decisivo del navío: 

[...] Una vez más, nos ordenaron que bajáramos a la cubierta A, que estaba parcialmente cerrada. Vimos gente subiendo a los botes, pero esperamos nuestro turno. Se construyeron unos escalones toscos para llegar a la ventana. Mi hijo, Jack, estaba conmigo. Un oficial en la ventana dijo: Ese chico no puede ir. Mi esposo dio un paso adelante y dijo: Por supuesto, ese niño va con su madre; solo tiene 13 años. Entonces lo dejaron pasar. También anunciaron: No más chicos. Me volví y besé a mi esposo, y cuando nos íbamos, él y los otros hombres que conocía, el Sr. Thayer, el Sr. Widener y otros, estaban todos de pie juntos en silencio. Las cubiertas estaban iluminadas y, al pasar por la ventana, era como si saliera a la oscuridad. Fuimos arrojados a los botes. Había dos hombres, un oficial adentro y un marinero afuera, para ayudarnos. Caí encima de las mujeres que ya estaban en el bote y trepé a la proa con mi hija mayor. La señorita Bowen y mi hijo estaban en la popa y mi segunda hija estaba en el medio del bote con mi doncella. La señora Thayer, la señora Widener, la señora Astor y la señorita Eustis eran las únicas otras que conocía en nuestra barca.

En ese momento, un oficial gritó desde la cubierta superior: ¿Cuántas mujeres hay en ese barco? Alguien respondió: Veinticuatro. Es suficiente; bájenlo".
Las cuerdas parecían atascadas en un extremo y el bote se inclinó, alguien pidió un cuchillo, pero no fue necesario hasta que alcanzamos el agua, puesto que era una distancia corta, y luego me di cuenta por primera vez de lo mucho que el buque se había sumergido. La cubierta que dejamos estaba a solo a unos 6 metros del mar. Yo pude ver todas las portillas abiertas y el agua entrando, y las cubiertas aún iluminadas. Entonces gritaron: ¿Cuántos marineros tienes?, Y respondieron que uno. Eso no es suficiente, contestó el oficial, te enviaré otro, y envió a un marinero por la soga. Unos minutos después, varios otros hombres, no marineros, descendieron por los cabos sobre los pescantes y se lanzaron a nuestro bote. Se dio la orden de alejarse, luego remaron - los marineros, las mujeres, cualquiera - pero progresaron poco; hubo una confusión de órdenes. Remamos hacia la popa, alguien gritó algo sobre una pasarela y nadie parecía saber qué hacer. Se tiraban por la borda [del Titanic] barriles y sillas. Entonces, de repente, cuando todavía parecíamos muy cerca, vimos que el barco se hundía rápidamente. Yo estaba en la proa del bote con mi hija y me volví para ver el gran barco zambullirse por la proa, las dos chimeneas delanteras parecieron inclinarse y después el barco pareció partirse por la mitad como si fuese cortado con un cuchillo, y conforme la proa naufragaba las luces se apagaron; la popa se mantuvo levantada durante varios minutos, negra contra las estrellas, y luego esa también se hundió, y no hubo sonidos durante lo que parecieron horas, y más adelante comenzaron los gritos de ayuda de la gente que se ahogaba a nuestro alrededor, que parecía seguir por siempre. 
Alguien gritó: Remen por sus vidas, o serán absorbidos, y todos los que podían remar lo hicieron como locos. Pude ver a mi hija menor, a la señora Thayer y a la señora Astor remando, pero parecía no haber succión. Más tarde, regresamos para recoger a algunos de los que estaban en el agua. Algunas de las mujeres protestaron, pero otras insistieron y cargamos a seis o siete hombres; los hombres que rescatamos eran principalmente fogoneros, mayordomos, marineros, etc., y estaban tan helados y congelados que apenas podían moverse. Dos de ellos murieron en la popa posteriormente y muchos deliraban, gemían y deliraban la mayor parte del tiempo. No teníamos luces ni brújula. Había varios bebés en el bote, pero no había leche ni agua. (Creo que todos estaban guardados en algún lugar, pero nadie sabía dónde, y como el fondo del bote estaba lleno de agua y el bote cargado de gente, era muy difícil encontrar algo).

Después del naufragio del Titanic, no vimos luces y nadie parecía saber qué dirección tomar. Lowe, el oficial a cargo de la lancha, había llamado antes para que todos [los botes] se ataran, así que ahora escuchamos su silbido, y tan pronto como pudimos ver a los otros botes en la oscuridad, cinco de nosotros estábamos atados juntos deambulamos sin bogar, mientras el mar estaba en calma, esperando el amanecer. Hacía mucho frío, y pronto se levantó una brisa, y fue difícil mantener nuestro pesado bote con la proa arriba; pero a medida que desaparecían los gritos, pudimos ver vagamente lo que parecía ser una balsa con unos 20 hombres subidos sobre ella, espalda con espalda. Se trataba de la barca volcada [el plegable B]; y como los marineros de nuestro barco dijeron que aún podíamos transportar a 8 o 10 personas más, llamamos a otra embarcación para que se ofrecieran como voluntarios y fueran a rescatarlos. Así que los dos (botes) soltamos de nuestros amarres y entre los dos subimos a todos los hombres [del plegable B invertido]. Casi habían zozobrado y no podrían haber resistido mucho más [en el B]. Luego, cuando salió el sol, avistamos al Carpathia a unas 5 millas de distancia, y por primera vez vimos los icebergs a nuestro alrededor. El Carpathia se dirigió hacia nosotros hasta que se hizo de día; luego se detuvo y comenzó a recoger botes, y subimos a bordo alrededor de las 8 en punto. [...].

Antes de partir, Perkis remó junto a las paredes del Titanic en busca de náufragos, sin embargo no encontró a ninguno. De esta manera, llegó hasta el pescante del bote 16. No obstante, dos mecánicos; Thomas Ranger y Frederick William Scott, los cuales se encontraban cerca decidieron saltar por la borda, aunque fue este último quien cayó al mar. Posteriormente, la embarcación empezó a alejarse con el fin de evitar la succión. Un tercer hombre, Samuel Ernest Hemming, quien se encargaba del mantenimiento de las lámparas, saltó desde otro bote y nadó hacia el 4, el cual se encontraba a 200 yardas de distancia. Finalmente, tras producirse el hundimiento definitivo, la embarcación regresó a la zona en busca de más supervivientes. En total se recogieron a seis o siete hombres (cinco de ellos miembros de la tripulación y otros dos sin identificar): Thomas Patrick Dillon, William Henry Lyons, Andrew Cunningham, Sidney Conrad Siebert y Frank Winnold Prentice. De los identificados, fallecieron dos; Siebert y Lyons a causa de las bajas temperaturas. Posteriormente se incrementaría el número de ocupantes tras realizarse la transferencia entre los botes 14 y D. A las 08:00h, hora en la que fueron recogidos por el Carpathia, hubo cerca de sesenta ocupantes.

### Bote plegable C

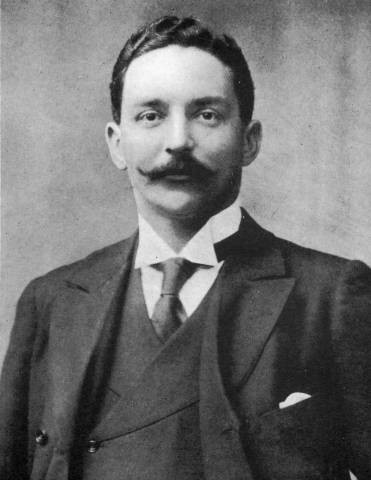
J. Bruce Ismay, presidente de la White Star Line.

Wilde y Murdoch supervisaron la partida del bote C, correspondiente al margen de estribor, (el primero de los plegables que fue arriado) con cuarenta y cuatro personas. Para su utilización, se desplegaron los lados y se enganchó a los pescantes. En aquel momento se habían bajado casi todos los botes de la parte delantera. Mientras, la multitud que estaba en cubierta se fue hacia la popa al tiempo que la proa se hundía cada vez más. La embarcación tuvo que ser empujada por un grupo de sobrecargos y pasajeros de tercera clase, quienes trataron de subir a bordo hasta que Hugh Walter McElroy, el sobrecargo jefe, realizó dos disparos de aviso al aire. Al mismo tiempo, Murdoch trató de mantener el orden. Dos pasajeros de primera clase; Hugh Woolner y Mauritz Håkan Björnström-Steffansson asistieron a los tripulantes encargados a ayudar a embarcar a los pasajeros. J. Bruce Ismay, presidente de la White Star ayudó a un grupo de mujeres y niños a subir al bote. Por su parte, el capitán Smith, quien estuvo observando el evento desde el ala de estribor del puente, mandó al contramaestre George Rowe ponerse al mando del bote. Posteriormente, un grupo de hombres ocuparían las últimas plazas, entre ellos se incluía el propio Ismay, cuya decisión de salvarse causaría controversia. Otro pasajero varón, Daniel Buckley, consiguió colarse dentro del bote con la ayuda de una mujer, a quién erróneamente identificaría como Madeleine Astor, la cual le cubrió con un chal.
El bote fue arriado a las 02:00h siendo el último de estribor en ser bajado. En ese momento el Titanic estaba prácticamente escorado hacia babor por lo que en el momento de la bajada el bote estuvo chocándose contra la pared del casco. Aquellos que estuvieron a bordo, tuvieron que utilizar sus manos y remos para poder llegar al mar. 20 minutos después se produciría el hundimiento final del transatlántico. Ante lo sucedido, Ismay se dio la vuelta incapaz de contemplar la escena. Fue el primer plegable en ser recogido por el Carpathia a las 05:45h.

### Bote plegable D

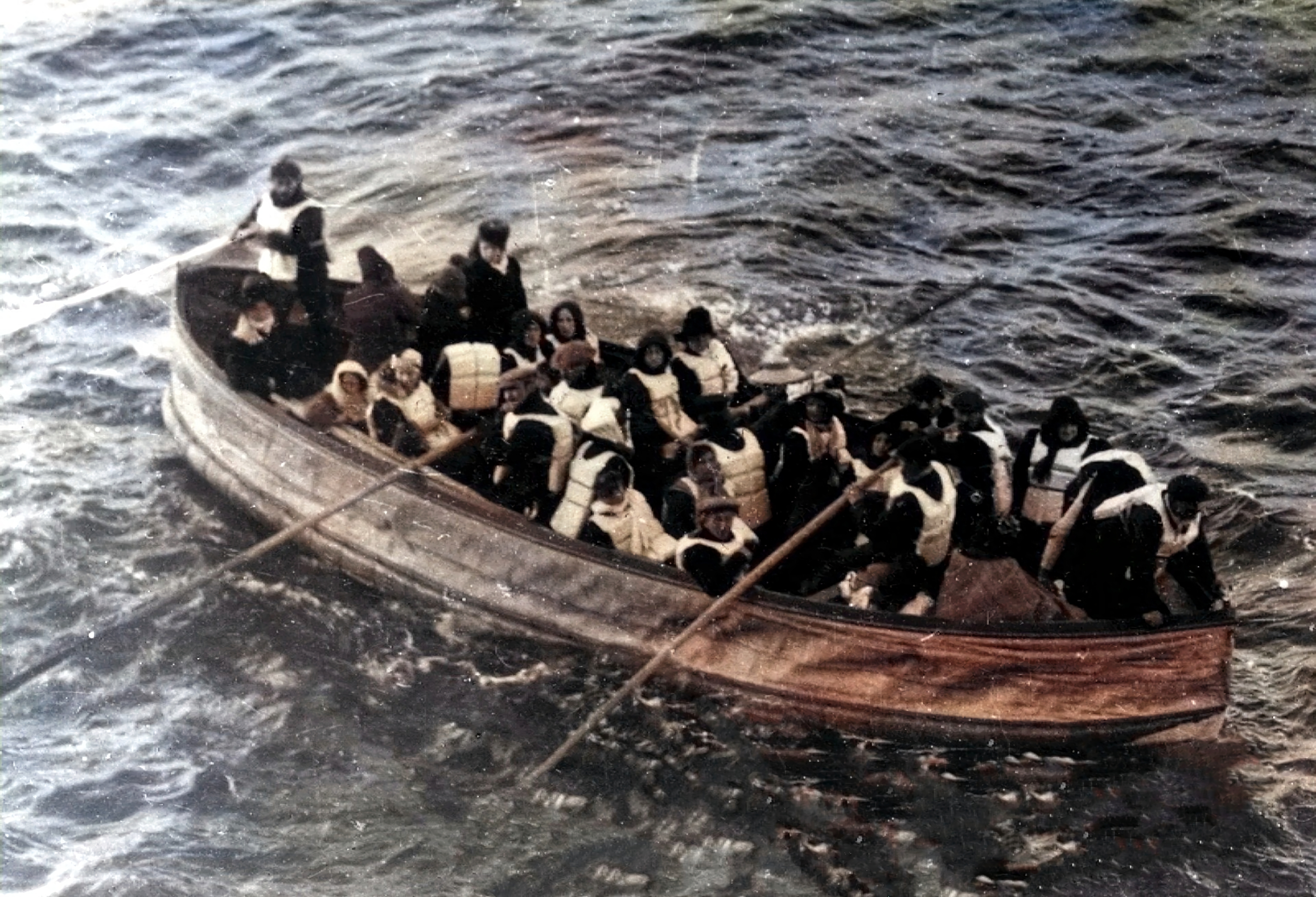
El bote plegable D se aproxima parcialmente inundado al a las 07:15 a. m. del 15 de abril (imagen coloreada).

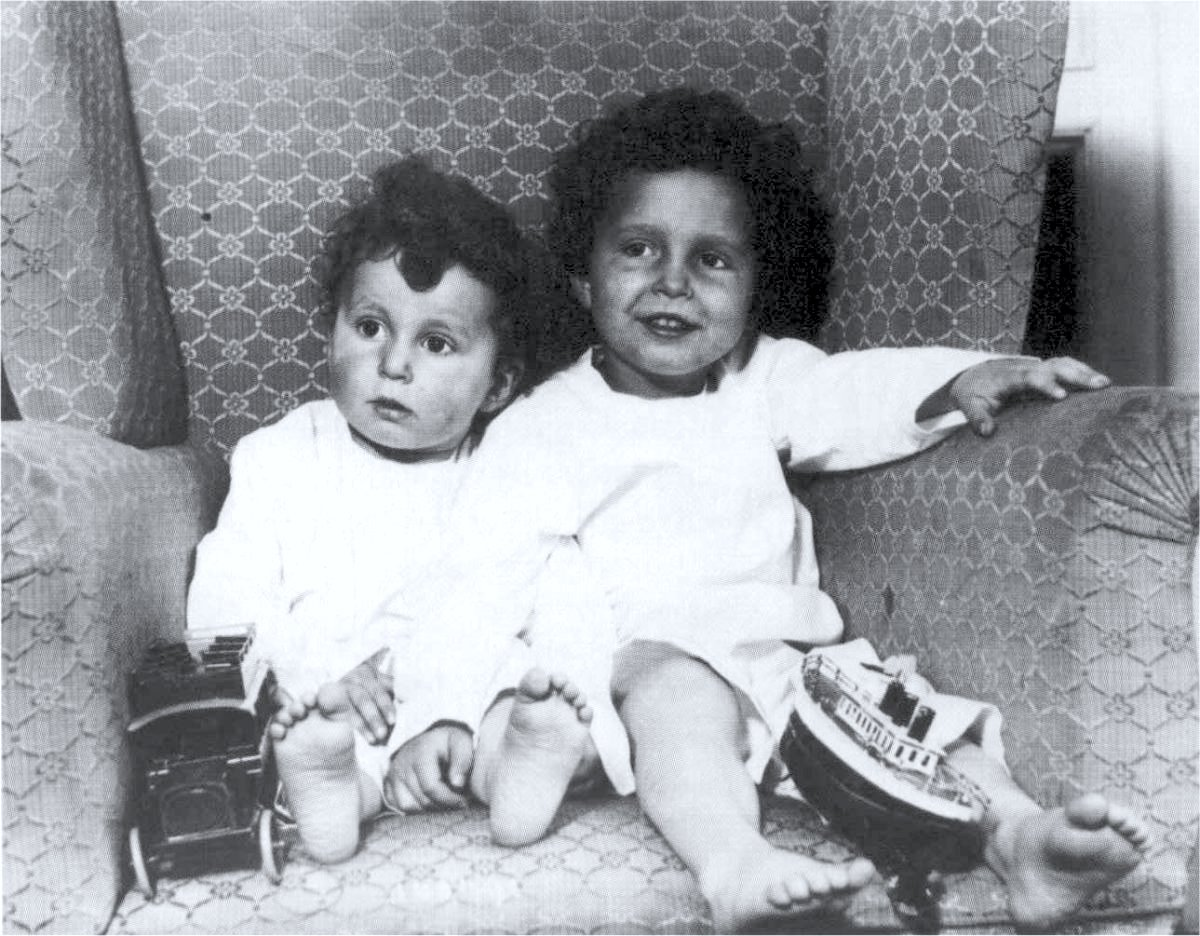
Michel Marcel Navratil (a la derecha) junto con su hermano menor, Edmond Roger, denominados "huérfanos del Titanic" fueron sustraídos por su padre, quien fallecería aquella noche en el Titanic.

A las 02:05h se procedió a arriar el bote D de babor. En aquellos momentos aún había cerca de 1.500 personas a bordo del Titanic para cuarenta y siete plazas. Los miembros de la tripulación formaron un círculo alrededor de la embarcación para asegurarse de que solo subieran mujeres y niños. Entre estos se encontraron dos niños pequeños en brazos de un hombre que se identificó como "Louis Hoffman", sin embargo, su verdadero nombre era Michel Navratil, sastre de origen eslovaco y que raptó a sus hijos de su mujer de quien estaba en proceso de divorciarse. El padre no embarcó en ninguno de los botes restantes y falleció en el hundimiento. Su destino final era Estados Unidos. En cuanto a los niños, pasaron a ser conocidos como "los Huérfanos del Titanic", cuya identidad fue un misterio hasta que la viuda de Navratil los reconoció por fotografías que circulaban en la prensa a nivel internacional. El mayor de los dos respondía al nombre de Michel Marcel Navratil, último superviviente varón del desastre. Por su parte, Edith Evans (de primera clase) le cedió su plaza a Caroline Brown, última pasajera en embarcar. Evans fue una de las cuatro mujeres de primera clase en perecer en el hundimiento.
En total embarcaron veinticinco personas con el contramaestre Arthur Bright al mando. Dos pasajeros de primera clase; Hugh Woolner y Mauritz Håkan Björnström-Steffansson saltaron desde la cubierta A —la cual había empezado a inundarse— hasta el bote a medida que este descendía. Otro pasajero de la misma clase, Frederick Maxfield Hoyt, quien previamente ayudó a su mujer a subir a la embarcación, saltó al agua y fue recogido por los dos pasajeros anteriormente mencionados. Posteriormente, el número de ocupantes aumentaría tras la transferencia de pasajeros entre el plegable y otro bote, los cuales fueron recogidos por el Carpathia a las 07:15h.

### Bote plegable B
A las 02:15 Lightoller y Moody entre otros tuvieron dificultades para preparar los botes A y B, los cuales se encontraban en el techo de los camarotes de los oficiales. Para bajarlos a la cubierta prepararon una rampa con varios remos y trozos de las astas. Sin embargo, para lamento de los allí presentes, una de las embarcaciones (la B de babor) volcó y cayó boca abajo en la cubierta de botes. Harold Bride, operador del telégrafo, quedó atrapado bajo el bote. Para entonces, el Titanic estaba considerablemente sumergido y se hundía rápidamente, estando a pocos minutos de resquebrajarse. La cubierta de los botes estaba prácticamente inundada y tanto el bote como muchos pasajeros fueron arrastrados hacia el mar. El aumento de la inclinación del navío y el peso de la parte sumergida, provocó que los estayes que sujetaban la chimenea delantera se soltaran y esta cayera sobre los nadadores. Con el impacto, el bote plegable se alejó del transatlántico. Mientras el Titanic continuaba hundiéndose, la embarcación emprendía su ruta entre centenares de personas que se encontraban nadando. 
Cuando el mar rebosó el puente, el segundo oficial Lightoller se adentró en el agua procediendo a nadar hacia el puesto de vigía —que había descendido al nivel del océano—, hasta que pensó que para salvarse debía más bien alejarse del transatlántico que se hundía. Entonces Lightoller fue succionado por la fuerza del agua que entraba por una abertura de ventilación delantera. Se estampó sumergido contra la rejilla del respiradero, hasta que una gran ráfaga de aire caliente —proveniente del interior del navío—  lo empujó hacia fuera liberándolo así de una muerte segura. Eventualmente, consiguió subir al B y tomó el mando de la apurada embarcación.
El coronel militar Archibald Gracie (1859-1912), de 53 años, había colaborado a bajar el plegable A a la cubierta de botes, hasta que él y el pasajero de primera clase Clinch Smith se movieron hacia la popa cuando comprobaron que no tenían ninguna oportunidad de salvarse allí. Una enorme muchedumbre de hombres y mujeres procedentes de las cubiertas inferiores les impidió avanzar, por lo que la gran ola los barrió, siendo entonces la última vez que Gracie vio a Smith, quién moriría en el desastre. La oleada arrastró a Gracie a lo alto del techo de las habitaciones de los oficiales, donde bajo el agua se asió a una barandilla hasta que salió a la superficie marina y pudo nadar hacia el bote B.
El asistente de cocina John Collins (1894-1941), de 17 años, no había podido marcharse en el bote n.º 16. Luego, Collins, otro mayordomo, más una mujer llorando con dos menores —tal vez los Peacock— se desplazaron al costado de estribor, ya que se anunció que allí todavía había un bote desmontable en donde podrían ser rescatados. En aquel lado vieron el plegable A, pero tuvieron que darse la vuelta hacia popa porque el mar irrumpió con fiereza en la cubierta superior. Fue entonces cuando un maretazo los asoló a los cinco, despegándose del niño que John portaba en sus brazos y hundiéndose debajo del agua durante unos tres minutos. Al emerger Collins a la superficie oceánica, rodeado de centenares de individuos y restos provenientes del barco, se dirigió al plegable B.
El viajante británico de tercera clase Victor Sunderland (1892-1973), de 20 años, había tratado sin éxito de obtener un chaleco salvavidas en cubierta, ya que no se llevó el suyo al abandonar por primera vez su cabina y después no pudo regresar a ésta porque la encontró inundada. Más adelante, cuando el Atlántico arrasó la cubierta superior, Sunderland se encaramó al B: 

[...] El barco había comenzado a escorarse hacia babor en ese momento y casi todos los botes de estribor habían desaparecido. Los pasajeros corrieron hacia el lado de babor, pero la tripulación los retuvo para mantener el barco nivelado. El capitán ordenó a todos los botes que se alejaran del barco. El barco comenzó a hundirse por la proa y para entonces la cubierta del barco estaba vacía menos Lightoller, dos fogoneros y yo.

El barco se había hundido en el agua hasta que la cubierta del barco se inundó y el oficial, el fogonero y yo intentamos bajar una barca que estaba en las poleas en el lado de estribor. El agua entonces brotó a través de la escalerilla mediante la cual los fogoneros entran y salen de la sala de calderas. Justo cuando teníamos el bote listo para bajarlo, el barco se estremeció y se hundió repentinamente. Los fogoneros saltaron por el costado de estribor. 
Aquí va, gritó Lightoller y saltó por el lado de babor. Yo le seguí.
Un bote salvavidas, volteado y evidentemente uno de los que se habían volcado bajo su carga, flotó hasta la barandilla y nos aferramos a él. Nos subimos a él y se deslizó sobre la parte sumergida del Titanic. Pasamos por debajo de la chimenea de proa y justo cuando estábamos despejados, cayó [la chimenea]. En ese momento, el Titanic se partió en dos justo detrás del centro del barco y la popa permaneció erguida en el aire.
Dirígete a la popa. Parece que va a flotar, gritó Lightoller, pero justo cuando hablaba, la popa se hundió.
Los veinte minutos que siguieron, [...], estuvieron marcados por lamentos y gritos de ayuda, luego todo quedó en silencio. En total, otros veintiocho nadadores subieron a bordo del bote volcado y muchos otros fueron arrojados al agua cuando intentaron trepar. Harold Bride, el segundo operador inalámbrico del Titanic, fue uno de los que encontró un lugar en la lancha. Los supervivientes se abrieron camino desde la popa y se distribuyeron por el fondo para mantenerse a flote y hasta la cintura aguantando de pie durante seis horas.
Alguien preguntó cuántos católicos había a bordo, [...]. Casi todos eran católicos, y el hombre que habló comenzó a rezar el Padrenuestro. Luego dijo el Ave María. Nosotros le seguimos. A la luz del día avistamos el Carpathia y fue en ese momento cuando Lightoller gritó a los otros botes que nos recogieran. Fui el quinto hombre en dejar nuestro bote y me subí a uno remado por mujeres, algunas vestidas y otras a medio vestir. Había setenta y dos en nuestro bote.

Descubrimos que dos de los que estaban en el bote volcado estaban muertos cuando nos recogieron y tres hombres en el bote que nos llevó murieron antes de llegar al Carpathia. Lightoller evitó que nos ahogáramos antes de que nos recogieran. Nos hizo mantenernos firmes.[...]

Unos 20 o 30 náufragos consiguieron llegar a nado y subir encima del casco volcado del plegable B, entre ellos los viajeros de tercera clase Eugene Daly, más el chef de cocina Charles Joughin.
Jack Thayer (1894-1945), de 17 años, había perdido a su padre John (1862-1912), de 49 años, en una multitud en la Gran Escalera mientras que su madre Marian (1872-1944), de 39 años, junto a su criada, habían abandonado el buque en el bote n.º 4. Su padre fallecería en la tragedia. Más tarde, él y su conocido Milton Long (1882-1912), de 29 años, se lanzaron por la borda casi al mismo tiempo. Long lo haría primero, perdiéndole de vista tras su accidentado salto. Ya en el océano, Thayer sería testigo de la zambullida final del Titanic desde su posición precaria en lo alto de la quilla del plegable invertido:

Long y yo nos despedimos y subimos a la barandilla. Él puso sus piernas afuera y esperó un minuto y me preguntó si iba a ir. Le dije que estaría con él en un minuto. Él no hizo un salto limpio, sino que se deslizó por el costado del barco. Nunca lo volví a ver. Unos cinco segundos después de que él saltara, salté yo, con los pies por delante.

Me alejé del navío, me sumergí y, cuando ascendí [a la superficie del mar], una fuerza me apartó del barco. Emergí de cara al barco y una de las chimeneas pareció despegarse y cayó hacia mí a unas quince yardas de distancia con una masa de chispas y vapor saliendo de ella. Vi el barco en una especie de resplandor rojo, y me pareció que se partió en dos justo en frente de la tercera chimenea. 
En ese momento fui succionado y, cuando subí [a la superficie marina], fui empujado hacia afuera de nuevo y revolcado por una gran ola, subiendo en medio de una gran cantidad de pequeños escombros. Mientras los empujaba de alrededor de mi cabeza, mi mano tocó el casco de corcho de un bote salvavidas volteado. Miré hacia arriba y vi a unos hombres en la parte superior y les pedí que me echaran una mano. Uno de ellos, que era un fogonero, me ayudó a subir. En poco tiempo 25 o 30 hombres cubrieron el fondo [del plegable B].
Cuando me monté encima yo estaba de frente al buque. La popa pareció levantarse en el aire y se detuvo sobre un ángulo de 60º. Pareció aguantar allí durante un tiempo y luego, con un silbido, se perdió de vista y la gente saltaba desde la popa. La popa giró hacia nuestra embarcación o fuimos absorbidos hacia ella, y como sólo teníamos un remo, no pudimos mantenernos a distancia. No pareció haber mucha succión y la mayoría de nosotros nos las arreglamos para permanecer en el fondo de nuestra lancha.
A continuación, nos encontrábamos en medio de un gran naufragio, con gente nadando a nuestro alrededor. El mar estaba muy calmado y mantuvimos el bote bastante estable, pero de vez en cuando una ola lo bañaba. 
El asistente de radiotelegrafía [ Harold Bride ] estaba justo a mi lado, aferrándose a mí y de rodillas en el agua. Todos cantamos un himno y oramos un Padrenuestro y luego esperamos a que amaneciese. Cada vez que veíamos a los otros botes en la distancia, gritábamos: ¡Barco a la vista! pero no pudieron distinguir nuestros gritos de ninguno de los demás, así que todos paramos de hacerlo creyéndolo inútil. Hacía mucho frío y ninguno de nosotros podíamos movernos para mantenernos calientes, el agua la cubría casi todo el tiempo. 

Hacia el amanecer se levantó un viento que agitó el agua y dificultó el equilibrio de la lancha. El radiotelegrafista aumentó nuestras esperanzas al decirnos que el Carpathia llegaría en unas tres horas. Sobre las 03:30 o las 04:00 [de la madrugada] algunos hombres en la proa de nuestro bote avistaron las luces de sus mástiles [del Carpathia]  Yo no pude verlas porque estaba sentado con un hombre arrodillado sobre mi pierna. El finalmente se levantó y yo me puse de pie. [...]

Todos aquellos encima del casco sufrieron a lo largo de la noche. A medida que la bolsa de aire debajo se iba reduciendo, el bote empezaba a hundirse. La embarcación también se vio afectada por el oleaje. Lightoller organizó a los presentes de manera que estuvieron en dos filas paralelas al otro lado del eje de simetría remando hacia al frente al mismo tiempo para contrarrestar el impacto de las olas. Cada uno estuvo expuesto a las gélidas temperaturas del océano, primero en los pies, después a los tobillos y posteriormente hasta las rodillas. Algunos entraron en colapso y fallecieron. Entre los fallecidos se encontraban Jack Phillips, jefe radiotelegrafista del buque; y David Livshin, un pasajero de tercera clase. Ambos cuerpos fueron recogidos por el Carpathia a la mañana siguiente. Cerca de 30 personas consiguieron sobrevivir y ser transferidas a otras embarcaciones antes de ser rescatadas.

### Bote plegable A

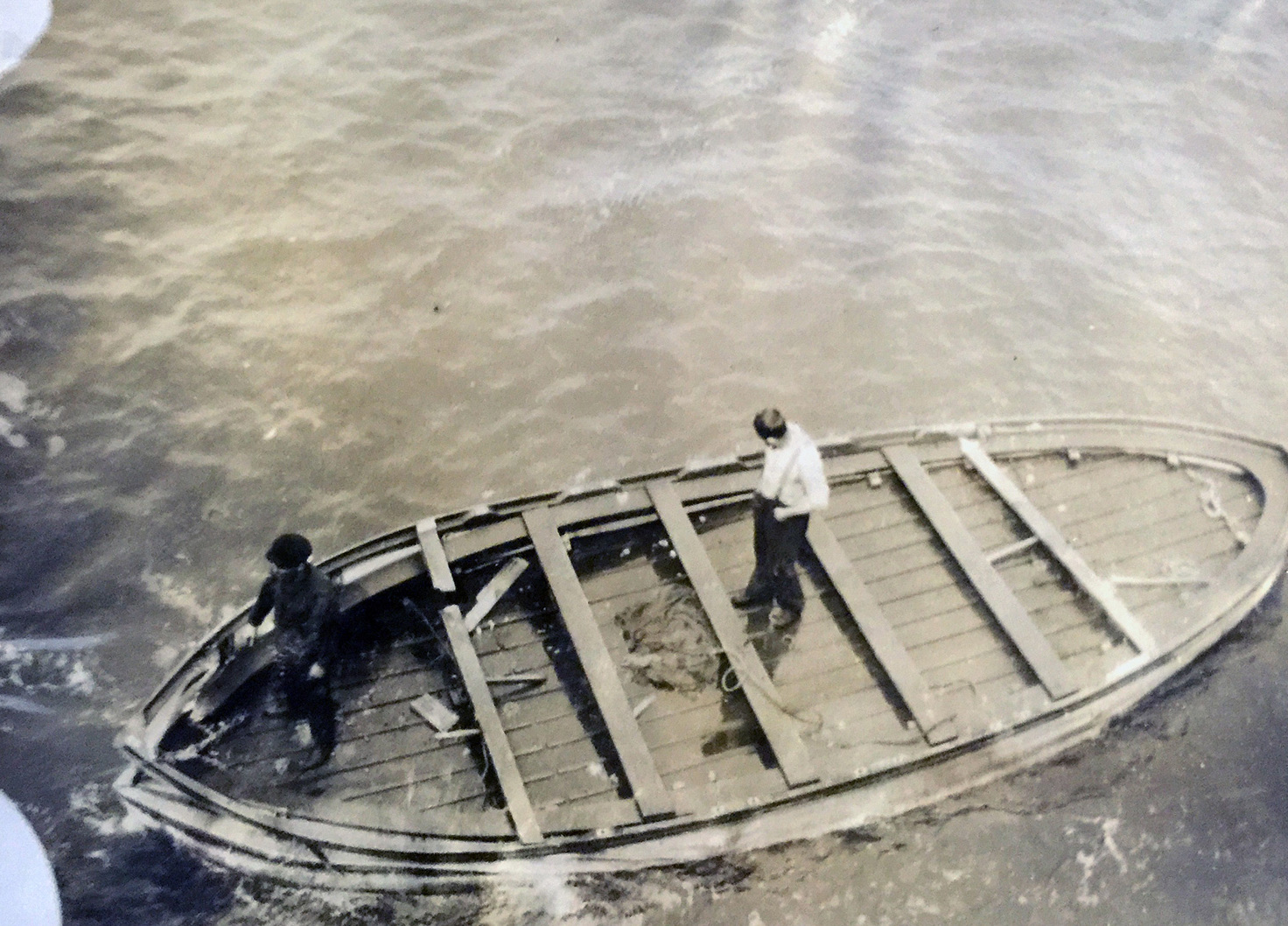
El bote plegable A visiblemente dañado.

El bote plegable A de estribor fue deslizado, desde el techo de los camarotes de los oficiales, a través de tablas inclinadas a la cubierta de botes y comenzaría a flotar alrededor de las 02:15 h.
El pasajero de primera clase Archibald Gracie ayudó a preparar este plegable, ofreciendo su navaja cuando alguien pidió una pero una ola luego lo derivaría hacia el plegable B.
El mayordomo de primera clase Edward Brown (1878-1926), de 34 años, había colaborado en el cargamento de mujeres y menores de los botes número 5, 3, 1 y C. Después participó en el acondicionamiento del plegable A aunque, como consecuencia de la pronunciada escora a babor, les resultó imposible arrastrar la embarcación pendiente arriba hacia los pescantes. Entretanto, fue consciente de que el capitán Smith pasó cerca, sosteniendo un megáfono, diciéndoles: «Bueno, muchachos, hagan todo lo posible por las mujeres y los niños, y cuiden de ustedes mismos» y después el capitán caminó hacia el puente. También Brown oyó a la orquesta tocar durante todo el tiempo. Cuando el océano invadió la cubierta superior, Edward cortó las sogas traseras del plegable A antes de ser arrollado por el mar junto a decenas de personas, hasta que logró introducirse desde el agua en el bote.
Ya en el mar, los pasajeros de primera clase Richard Norris Williams (1891-1968), de 21 años, y su padre Charles Duane (1860-1912), de 51 años, luchaban por sus vidas. Richard vio flotando al perro de raza bulldog, perteneciente al pasajero Robert Daniel. El desplome de una de las chimeneas delanteras mató en el agua a varias personas, incluyendo a Charles Duane Williams. El oleaje que levantó su caída, empujó a su hijo Richard hacia el plegable A. Se aferró a uno de los costados durante un tiempo hasta que fue cargado dentro. Williams miró el final del gran transatlántico:

El extremo de proa, donde estábamos, se hundía rápidamente; y antes de que pudiéramos saltar juntos, el agua arrastró a mi padre. Luego, con explosiones, el barco pareció partirse en dos, y el extremo de proa dio un brinco de nuevo por un instante. Salté, pero, con docenas [de personas] en el agua entre nosotros, perdí a mi padre.

Los pasajeros estadounidenses de entrepuente Rhoda Abbott (1873-1946), de 39 años, más sus dos hijos Eugene (1899-1912), de 13 años, y Rossmore (1896-1912), de 16 años, permanecieron unidos hasta que ella y Eugene se lanzaron al mar. Al emerger la madre a la superficie del agua, no volvió a ver a ninguno de sus dos hijos, después consiguió llegar hasta el semihundido y sobrecargado plegable A. Los hijos de Abbott perecieron en el desastre y únicamente el cuerpo de Rossmore sería posteriormente identificado y recuperado del mar.
El pasajero August Wennerström (1884-1950), de 27 años, se hallaba cerca de Alma Pålsson (1882-1912), de 29 años, y sus cuatro hijos, además del matrimonio formado por Edvard (1876-1912), de 36 años, y Elin Lindell (1881-1912), de 31 años, todos ellos viajaban en tercera clase y provenían de Suecia. Wennerström y los Lindell acabaron en el agua. Durante la confusión Wennerström perdió de vista a los Pålsson, quienes perderían la vida. August y Edvard Lindell finalmente treparon al plegable A. Elin Lindell nadaba en el mar, y Wennerström la tomó de la mano, pero él ya estaba demasiado débil por la conmoción y el frío para poder sacarla del océano e introducirla en el A. Por lo que Wennerström la soltaría y ella desapareció. Después él se volvió hacia Edvard Lindell descubriendo que ya había muerto. El cuerpo sin vida de Alma Pålsson sería recuperado del agua por el Mackay-Bennett.
El viajero noruego de tercera clase Olaus Abelseth (1886-1980), de 25 años, después de poner a salvo a dos mujeres de su cuadrilla procedente de Noruega —entre ellas Karen Abelseth (1895-1969), de 16 años— en uno de los botes de babor, se arrojaría al agua desde el lado de estribor junto a su cuñado Sigurd H. Moen (1885-1912), de 27 años, y su primo Peter Søholty (1892-1912), de 19 años. Después Abelseth arribó a nado al bote plegable A:

[En la cubierta de botes] pudimos ver a algunos tripulantes ayudando a tomar a las mujeres con sus brazos y lanzándolas a los botes salvavidas. Los vimos arriar ese bote, y no había más botes en el lado de babor. 

Así que nosotros caminamos para el costado de estribor del buque, y justo cuando estábamos allí, uno de los oficiales se acercó y dijo mientras pasaba, ¿Hay marineros aquí?.
Yo no dije nada. Soy pescador desde hace seis años, [...] Habría ido, pero mi cuñado [Sigurd Hansen Moen] y mi primo [Peter Søholt] dijeron [...]: Permanezcamos aquí juntos. No lo sé, pero creo que el oficial quería ayuda para lanzar algunos de estos botes plegables.[...]
Luego nos quedamos quietos allí. No hablábamos mucho. A poca distancia de nosotros, vi a una pareja de ancianos en la cubierta, y escuché al hombre decirle a la señora: Entra en el bote salvavidas y sálvate. Él le puso la mano en el hombro y creo que dijo: Por favor, súbete al bote salvavidas y sálvate. Ella le respondió: No, permíteme quedarme contigo. No sabría decir quien era, pero vi que era un anciano. No le presté mucha atención, porque no lo conocía. 
Yo estaba parado allí y le pregunté a mi cuñado si sabía nadar y me contestó que no. Le pregunté a mi primo si sabía nadar y me dijo que no. Entonces pudimos ver que el agua subía, la proa del navío se hundía y hubo una especie de explosión. Podíamos escuchar los estallidos y crujidos, y la cubierta se elevó, volviéndose tan inclinada que la gente no podía mantenerse de pie. Por lo que cayeron resbalando por la cubierta directos al agua. A continuación, nos colgamos de una soga de uno de los pescantes. Estábamos bastante atrás en la cubierta superior. 
Mi cuñado me dijo: Será mejor que saltemos o la succión nos hundirá. Yo dije: No, no saltemos todavía. De todos modos, no tenemos mucha oportunidad, así que mejor permanezcamos todo el tiempo que podamos. Por tanto, él volvió a decir: Debemos saltar. Pero yo respondí: No, todavía no. Entonces, el agua estaba sólo a unos 5 pies por debajo cuando nos lanzamos. No fue un gran salto. Antes de eso, pudimos ver que la gente estaba saltando. El agua llegaba a la cubierta, y luego se arrojaban al agua. 
Mi cuñado me tomó de la mano justo cuando nos tirábamos; y mi primo saltó al mismo tiempo. Cuando caímos al agua, creo que fue por la succión, o de todos modos nos sumergimos y tragué un poco de agua. Me enredé con una cuerda y solté la mano de mi cuñado para alejarme de la soga. Entonces pensé: Estoy perdido. Eso es lo que pensé cuando me lié en esa cuerda. Pero volví a ascender [al nivel del océano], y estaba tratando de nadar, y había un hombre, muchos de ellos flotaban alrededor, y me agarró por el cuello y me presionó hacia abajo, intentado subirse sobre mí. Le dije: ¡Vete!. Por supuesto, el no prestó atención, pero me alejé de él. Después había otro hombre que se aferró a mí por un tiempo pero me soltó. Entonces yo nadé, no podría decirlo, pero creo que fue durante unos 15 o 20 minutos.[...] Después vi algo oscuro delante de mí. No sabía que era, pero nadé hacia eso, y se trataba de uno de esos botes plegables. 
Cuando saltamos del barco, teníamos puestos los salvavidas. No hubo nada de succión del buque. Me quedé quieto y pensé: Trataré de ver si puedo flotar con el chaleco salvavidas sin la ayuda de nadar, y floté fácilmente con el chaleco salvavidas. 
Al subirme a esa balsa o bote plegable, no intentaron empujarme y no hicieron nada para que accediera. Todo lo que me dijeron cuando subí allí fue: No vuelque el bote. Por lo que me colgué de la balsa un rato antes de subirme. 
Algunos de ellos trataban de ponerse de pie. Estaban sentados o acostados en la balsa. Algunos de ellos volvieron a caer al agua. Otros estaban congelados; y hubo dos muertos, que fueron arrojados por la borda. 

Me subí a esta balsa o bote desmontable y me levanté, y luego moví continuamente los brazos y los balanceé para mantenerme caliente. Había una mujer (Rhoda Abbott) a bordo de esta balsa y se salvó.

En medio del caos no desplegaron la lona de la borda, y este empezó a llenarse de agua hasta quedar parcialmente sumergido. La mayor parte de los ocupantes subieron a bordo desde la borda, sin embargo, varios de ellos (entre seis y siete) fallecieron por hipotermia. Por entonces, se transfirieron entre doce y trece supervivientes al bote plegable D.
Debido a su mal estado, los tripulantes del Carpathia tras subir a los supervivientes lo dejarían ir, siendo encontrado el 13 de mayo (después de casi un mes) por el RMS Oceanic y en su interior había tres cadáveres (entre ellos el del pasajero de primera clase Thomson Beattie) de víctimas de la hipotermia.

## Recuperación y disponibilidad

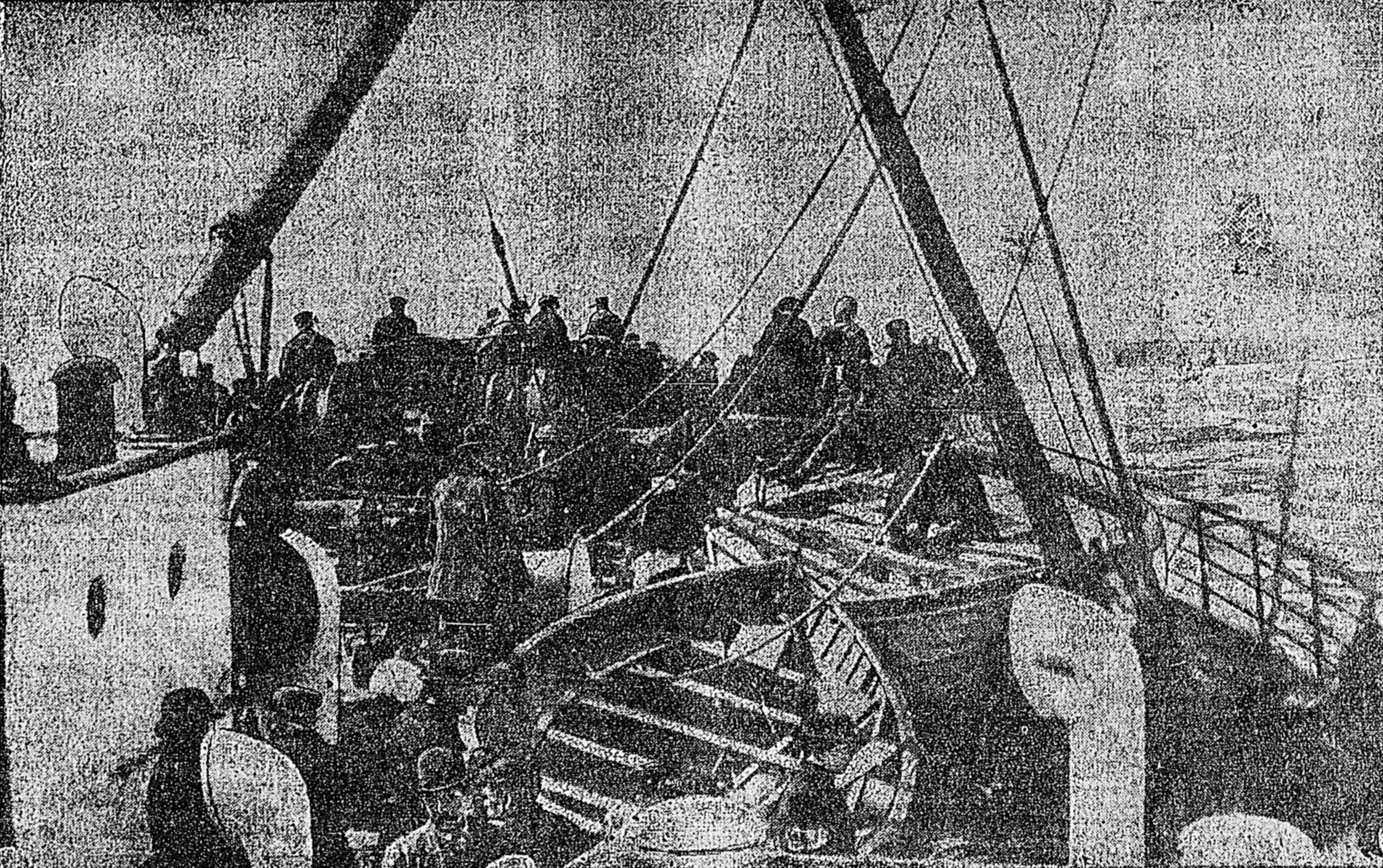
Una vez recogidos, los botes fueron dispuestos sobre la cubierta del Carpathia.

Los náufragos del Titanic tuvieron que pasar una noche gélida antes de ser rescatados por el RMS Carpathia en la mañana del 15 de abril. El bote 2 fue el primero en ser recuperado (a las 04:10h) y el 12 el último (a las 08:15). En total fueron recuperados los botes 1, 2, 3, 5, 6, 7, 8, 9, 10, 11, 12, 13 y 16, mientras los demás quedaron a la deriva (incluyendo los cuatro plegables). El plegable B fue avistado días después por el barco cablero CS Mackay-Bennett, pero el intento de llevarlo a bordo falló y fue abandonado.
Una vez finalizada la recogida, los botes fueron llevados al muelle 59 del puerto de Nueva York donde se encontraban trabajadores de la White Star Line. A continuación, la empresa C. M. Lane Lifeboat Co. de Brooklyn hizo un inventario de las embarcaciones. Las embarcaciones fueron tasadas por un valor colectivo de 930 libras (4972 dólares) como únicos objetos de valor recuperados del Titanic. Estos fueron devueltos a Inglaterra a bordo del RMS Olympic, el cual partió de Nueva York el 23 de mayo de 1912. Una vez en territorio inglés, algunos serían destruidos y otros reutilizados en otros navíos.
Aunque los botes salvavidas originales no han sobrevivido, aún se pueden ver algunos accesorios como una grímpola de bronce de la White Star Line que se sustrajo del casco de un bote por un cazador de recuerdos y que en el presente está en el museo de la Sociedad Histórica del Titanic. También, en el Museo del Titanic de Belfast, se puede observar una réplica exacta de un bote salvavidas.